# 1. česká hokejová liga 2020/2021
1. česká hokejová liga 2020/2021 je 28. ročníkem v historii této soutěže. Po Extralize je druhou nejvyšší soutěží v ledním hokeji na území České republiky. Účastnit se jich bude rekordních počet celků, celkem 18 klubů. Důvodem rozšíření soutěže bylo ukončení probíhající playoff minulého ročníku kvůli šíření koronaviru SARS-CoV-2. Z nejvyšší soutěže sestoupil klub Rytíři Kladno, který se po roce vrací zpátky do Chance ligy. Nahradil jej ČEZ Motor České Budějovice, který se po sedmi letech vrací do nejvyšší soutěže. Z nižší soutěže postoupily tři kluby oproti jednomu klubu, který byl před začátkem soutěže schválen hracím formátem soutěže. Postupujícím se staly HC Stadion Vrchlabí, SC Kolín a Draci Pars Šumperk. Pro SC Kolín to bude první ročník v 1. české hokejové lize. Před zahájením soutěže oznámili Piráti Chomutov finanční problémy, dluh ve výši 37,5 milionu korun. Chomutovský klub skončil v insolvenci, nabídku prodeje licenci na první ligu nabídlo Znojemským Orlům. Prezident Orlů Pavel Ohera nabídku nepřijal a Piráti Chomutov sestoupili do krajské ligy Ústeckého kraje.

## Kluby podle krajů
- Hlavní město Praha: HC Slavia Praha
- Středočeský kraj: HC Benátky nad Jizerou, Rytíři Kladno, SC Kolín
- Karlovarský kraj: HC Baník Sokolov
- Ústecký kraj:  HC Stadion Litoměřice, SK Kadaň, HC Slovan Ústí nad Labem
- Vysočina: SK Horácká Slavia Třebíč, HC Dukla Jihlava
- Královéhradecký kraj: HC Stadion Vrchlabí
- Olomoucký kraj: LHK Jestřábi Prostějov, HC Zubr Přerov, Draci Pars Šumperk
- Moravskoslezský kraj: AZ Heimstaden Havířov, HC Frýdek-Místek, HC RT TORAX Poruba 2011
- Zlínský kraj: VHK Robe Vsetín

## Systém soutěže
Soutěž je rozdělena na dvě části – základní a play-off. V základní části se každý tým utká s každým dvoukolově. Jelikož bylo rozhodnuto že v této sezóně se do nižších soutěží setupovat nebude, tak pro týmy na 13. a 18. pozici po základní části sezóna končí. Týmy na 5. až 12. pozici (5. s 12., 6. s 11., 7. s 10. a 8. s 9.) sehrají předkolo play-off hrané na tři vítězné utkání. Poté následuje samotné play-off, kterého se účastní 4 nejlepší týmy základní části a 4 vítězové předkola play-off. Hraje se na 4 vítězná utkání. Dvojice jsou určeny umístěním po základní části (vždy nejlepší s nejhůře umístěným, druhý nejlépe umístěný s druhým nejhúře umístěným atd.). Vítěz play-off přímo postupuje do Tipsport Extraligy.

### Předchozí návrhy
O hracím formátu bylo původně 4. června 2020 výkonným výborem Českého hokeje. V první části se všech 19 týmů mělo utkat každý s každým dvoukolově, odehrát se tedy mělo 36 kol. Poté by se tabulka rozdělila na dvě části, prvních 10 týmů mělo hrát horní a 11. až 19. tým dolní nadstavbovou skupinu, opět dvoukolově (tedy dalších 18 kol v horní a 16 kol ve spodní skupině).
První čtyři týmy mělo postoupit přímo do čtvrtfinále. Zbylé týmy horní skupiny a dva nejlepší ze spodní skupiny měly hrát předkolo.
Poslední dva kluby (celkově 18. a 19.) ze spodní skupiny měly sestoupit přímo, 14. proti 17. a 15. proti 16. měly sehrát play out na čtyři vítězné zápasy, poražení by šli do druhého kola, které by se rovněž hrálo na 4 vítězná utkání. Poražený z druhého kola by se stál třetím sestupujícím, vítěz tohoto kola by hrál baráž s vítězem 2. ligy.
Tento formát byl koncem srpna změně. Kromě situace ohledně koronaviru bylo důvodem i to, že se Chomutov oficiálně odhlásil ze soutěže kvůli finančním problémům, a soutěž se tak zmenšila na 18. týmů. Tento formát již počítal s tím, že sezóna bude nesestupová. Po základní části, která se měla hrát třikrát každý s každým, mělo následovat předkolo play-off a poté samotné play-off.
V reakci na opět zhoršující se situaci ohledně koronaviru a s tím související i nucené přerušení ligy od 12. října do 20. listopadu, byla soutěž zkrácena. V polovině listopadu se kluby rozhodly, že místo tří kol v základní části se odehrají jen dvě. Play-off se má odehrát podle předchozího návrhu.

## Realizační tým
Údaje v tabulce jsou platné k začátku soutěže.
| Klub                     | Hlavní trenér                 | Asistentí trenéra               |
| ------------------------ | ----------------------------- | ------------------------------- |
| AZ Heimstaden Havířov    | Jiří Režnar                   | Pavel Zdráhal                   |
| Draci Pars Šumperk       | Martin Sobotka                | Martin Altrichter               |
| HC Baník Sokolov         | Tomáš Hamara                  | Petr Holejšovský                |
| HC Benátky nad Jizerou   | Valdemar Jiruš                | Antonín Nečas                   |
| HC Dukla Jihlava         | Viktor Ujčík                  | Karel Nekvasil                  |
| HC Frýdek-Místek         | Vlastimil Wojnar              | Jiří Raszka                     |
| HC RT TORAX Poruba 2011  | František Výborný             | Martin Janeček a Marek Pavlačka |
| HC Slavia Praha          | Martin Štrba                  | Jiří Doležal                    |
| HC Slovan Ústí nad Labem | Miroslav Mach                 | Jiří Merta a Jaroslav Roubík    |
| HC Stadion Litoměřice    | David Bruk                    | Daniel Tvrzník                  |
| HC Stadion Vrchlabí      | Václav Baďouček               | Petr Hlaváč                     |
| HC Zubr Přerov           | Vladimír Kočara               | Jakub Grof                      |
| LHK Jestřábi Prostějov   | Jiří Šejba                    | Ivo Peštuka                     |
| Rytíři Kladno            | David Čermák                  | Jiří Burger a Jindřich Lidický  |
| SC Kolín                 | Petr Martínek                 | bude oznámeno                   |
| SK Horácká Slavia Třebíč | Roman Mejzlík                 | Jaroslav Barvíř                 |
| SK Kadaň                 | Petr Rosol a Vladimír Jeřábek |                                 |
| VHK ROBE Vsetín          | Jan Srdínko                   | Luboš Jenáček                   |

## Tabulka základní části
| Poř. | Tým                      | Z  | V  | VP | PP | P  | VG  | OG  | B  |
| ---- | ------------------------ | -- | -- | -- | -- | -- | --- | --- | -- |
| 1.   | Rytíři Kladno            | 34 | 21 | 3  | 5  | 5  | 130 | 84  | 74 |
| 2.   | HC Dukla Jihlava         | 34 | 18 | 6  | 4  | 6  | 130 | 78  | 70 |
| 3.   | HC Zubr Přerov           | 34 | 17 | 8  | 2  | 7  | 113 | 81  | 69 |
| 4.   | HC Stadion Vrchlabí      | 34 | 20 | 2  | 1  | 11 | 127 | 89  | 65 |
| 5.   | VHK ROBE Vsetín          | 34 | 18 | 3  | 2  | 11 | 102 | 82  | 62 |
| 6.   | HC RT TORAX Poruba 2011  | 34 | 18 | 2  | 4  | 10 | 115 | 85  | 62 |
| 7.   | HC Stadion Litoměřice    | 34 | 16 | 5  | 3  | 10 | 128 | 110 | 61 |
| 8.   | SK Horácká Slavia Třebíč | 34 | 17 | 1  | 5  | 11 | 103 | 89  | 58 |
| 9.   | HC Slavia Praha          | 34 | 15 | 3  | 4  | 12 | 107 | 98  | 55 |
| 10.  | HC Baník Sokolov         | 34 | 14 | 3  | 3  | 14 | 127 | 114 | 51 |
| 11.  | LHK Jestřábi Prostějov   | 34 | 13 | 3  | 2  | 16 | 117 | 112 | 47 |
| 12.  | HC Slovan Ústí nad Labem | 34 | 11 | 4  | 5  | 14 | 90  | 109 | 46 |
| 13.  | AZ Heimstaden Havířov    | 34 | 11 | 3  | 4  | 16 | 94  | 95  | 43 |
| 14.  | HC Frýdek-Místek         | 34 | 12 | 1  | 1  | 20 | 91  | 117 | 39 |
| 15.  | HC Benátky nad Jizerou   | 34 | 10 | 2  | 5  | 17 | 88  | 116 | 39 |
| 16.  | SC Kolín                 | 34 | 10 | 3  | 1  | 20 | 97  | 139 | 37 |
| 17.  | Draci Šumperk            | 34 | 6  | 1  | 4  | 23 | 84  | 145 | 24 |
| 18.  | SK Kadaň                 | 34 | 4  | 2  | 0  | 28 | 81  | 181 | 16 |

| Vysvětlivka                 |
| --------------------------- |
| Postup do play-off          |
| Postup do předkola play-off |
| Konec sezóny                |

## Hráčské statistiky základní části

### Kanadské bodování
Toto je konečné pořadí hráčů podle dosažených bodů. Za jeden vstřelený gól nebo přihrávku na gól hráč získal jeden bod.
| Poř. | Hráč               | Tým                      | Z  | G  | A  | B  | TM | +/- |
| ---- | ------------------ | ------------------------ | -- | -- | -- | -- | -- | --- |
| 1.   | Matěj Beran        | HC Stadion Litoměřice    | 34 | 17 | 35 | 52 | 34 | 2   |
| 2.   | Patrik Miškář      | HC Stadion Litoměřice    | 34 | 19 | 28 | 47 | 12 | 7   |
| 3.   | Petr Mrázek        | LHK Jestřábi Prostějov   | 33 | 21 | 22 | 43 | 14 | 9   |
| 4.   | Ladislav Bittner   | SK Horácká Slavia Třebíč | 34 | 25 | 15 | 40 | 24 | 11  |
| 5.   | David Šafránek     | SC Kolín                 | 33 | 21 | 18 | 39 | 43 | 3   |
| 6.   | Martin Procházka   | HC Stadion Litoměřice    | 30 | 18 | 21 | 39 | 24 | 5   |
| 7.   | Markus Korkiakoski | HC RT TORAX Poruba 2011  | 33 | 16 | 21 | 37 | 10 | 13  |
| 8.   | Nicolas Hlava      | Rytíři Kladno            | 34 | 16 | 20 | 36 | 46 | 16  |
| 9.   | Martin Heřman      | HC Stadion Vrchlabí      | 32 | 15 | 21 | 36 | 32 | 10  |
| 10.  | Zdeněk Král        | SC Kolín                 | 33 | 7  | 29 | 36 | 20 | -3  |

### Hodnocení brankářů
Toto je konečné pořadí nejlepších deset brankářů.
| Poř. | Hráč             | Tým                      | Z  | MIN  | OG | PZ  | PS  | POG  | Úsp%  |
| ---- | ---------------- | ------------------------ | -- | ---- | -- | --- | --- | ---- | ----- |
| 1.   | David Gába       | VHK ROBE Vsetín          | 19 | 1115 | 43 | 508 | 551 | 2.31 | 92.20 |
| 2.   | Pavel Jekel      | SK Horácká Slavia Třebíč | 29 | 1700 | 68 | 757 | 825 | 2.40 | 91.76 |
| 3.   | Ervins Mustukovs | HC RT TORAX Poruba 2011  | 25 | 1385 | 55 | 600 | 655 | 2.38 | 91.60 |
| 4.   | Martin Michajlov | HC Slavia Praha          | 29 | 1729 | 69 | 750 | 819 | 2.39 | 91.58 |
| 5.   | Jan Brož         | HC Dukla Jihlava         | 18 | 1104 | 40 | 430 | 470 | 2.17 | 91.49 |
| 6.   | Aleš Stezka      | AZ Heimstaden Havířov    | 20 | 1184 | 50 | 529 | 579 | 2.53 | 91.36 |
| 7.   | Petr Hamalčík    | HC Slovan Ústí nad Labem | 20 | 1162 | 52 | 541 | 593 | 2.69 | 91.23 |
| 8.   | Jakub Málek      | VHK ROBE Vsetín          | 14 | 787  | 30 | 311 | 341 | 2.29 | 91.20 |
| 9.   | Jakub Soukup     | HC Stadion Vrchlabí      | 22 | 1235 | 58 | 592 | 650 | 2.82 | 91.08 |
| 10.  | Jakub Neužil     | HC Baník Sokolov         | 19 | 1080 | 48 | 487 | 535 | 2.67 | 91.03 |

## Playoff

### Pavouk
|  | Předkolo | Předkolo       | Předkolo |              |   | Čtvrtfinále | Čtvrtfinále | Čtvrtfinále |  |   | Semifinále | Semifinále | Semifinále |  |   | Finále | Finále | Finále |
|  |          |                |          |              |   |             |             |             |  |   |            |            |            |  |   |        |        |        |
|  |          |                |          |              |   |             |             |             |  |   |            |            |            |  |   |        |        |        |
|  |          | 1              | Kladno   | 4            |   |             |             |             |  |   |            |            |            |  |   |        |        |        |
|  |          |                |          | 4            |   |             |             |             |  |   |            |            |            |  |   |        |        |        |
|  |          |                | 9        | Slavia Praha | 1 |             |             |             |  |   |            |            |            |  |   |        |        |        |
|  | 8        | Třebíč         | 9        | Slavia Praha | 1 | 2           |             |             |  |   |            |            |            |  |   |        |        |        |
|  | 8        | Třebíč         |          |              |   | 2           |             |             |  |   |            |            |            |  |   |        |        |        |
|  | 9        | Slavia Praha   | 3        |              |   |             |             |             |  |   |            |            |            |  |   |        |        |        |
|  | 9        | Slavia Praha   | 3        |              |   |             |             |             |  | 1 | Kladno     | 4          |            |  |   |        |        |        |
|  |          |                |          |              |   |             |             |             |  | 1 | Kladno     | 4          |            |  |   |        |        |        |
|  |          | 6              | Poruba   | 0            |   |             |             |             |  |   |            |            |            |  |   |        |        |        |
|  |          | 6              | Poruba   | 0            |   |             |             |             |  |   |            |            |            |  |   |        |        |        |
|  |          |                |          |              |   |             |             |             |  |   |            |            |            |  |   |        |        |        |
|  |          |                |          |              |   |             |             |             |  |   |            |            |            |  |   |        |        |        |
|  |          | 3              | Přerov   | 0            |   |             |             |             |  |   |            |            |            |  |   |        |        |        |
|  |          |                |          | 0            |   |             |             |             |  |   |            |            |            |  |   |        |        |        |
|  |          |                | 6        | Poruba       | 4 |             |             |             |  |   |            |            |            |  |   |        |        |        |
|  | 6        | Poruba         | 6        | Poruba       | 4 | 3           |             |             |  |   |            |            |            |  |   |        |        |        |
|  | 6        | Poruba         |          |              |   | 3           |             |             |  |   |            |            |            |  |   |        |        |        |
|  | 11       | Prostějov      | 0        |              |   |             |             |             |  |   |            |            |            |  |   |        |        |        |
|  | 11       | Prostějov      | 0        |              |   |             |             |             |  |   |            |            |            |  | 1 | Kladno | 4      |        |
|  |          |                |          |              |   |             |             |             |  |   |            |            |            |  | 1 | Kladno | 4      |        |
|  |          | 2              | Jihlava  | 3            |   |             |             |             |  |   |            |            |            |  |   |        |        |        |
|  |          | 2              | Jihlava  | 3            |   |             |             |             |  |   |            |            |            |  |   |        |        |        |
|  |          |                |          |              |   |             |             |             |  |   |            |            |            |  |   |        |        |        |
|  |          |                |          |              |   |             |             |             |  |   |            |            |            |  |   |        |        |        |
|  |          | 2              | Jihlava  | 4            |   |             |             |             |  |   |            |            |            |  |   |        |        |        |
|  |          |                |          | 4            |   |             |             |             |  |   |            |            |            |  |   |        |        |        |
|  |          |                | 7        | Litoměřice   | 3 |             |             |             |  |   |            |            |            |  |   |        |        |        |
|  | 7        | Litoměřice     | 7        | Litoměřice   | 3 | 3           |             |             |  |   |            |            |            |  |   |        |        |        |
|  | 7        | Litoměřice     |          |              |   | 3           |             |             |  |   |            |            |            |  |   |        |        |        |
|  | 10       | Sokolov        | 2        |              |   |             |             |             |  |   |            |            |            |  |   |        |        |        |
|  | 10       | Sokolov        | 2        |              |   |             |             |             |  | 2 | Jihlava    | 4          |            |  |   |        |        |        |
|  |          |                |          |              |   |             |             |             |  | 2 | Jihlava    | 4          |            |  |   |        |        |        |
|  |          | 5              | Vsetín   | 0            |   |             |             |             |  |   |            |            |            |  |   |        |        |        |
|  |          | 5              | Vsetín   | 0            |   |             |             |             |  |   |            |            |            |  |   |        |        |        |
|  |          |                |          |              |   |             |             |             |  |   |            |            |            |  |   |        |        |        |
|  |          |                |          |              |   |             |             |             |  |   |            |            |            |  |   |        |        |        |
|  |          | 4              | Vrchlabí | 2            |   |             |             |             |  |   |            |            |            |  |   |        |        |        |
|  |          |                |          | 2            |   |             |             |             |  |   |            |            |            |  |   |        |        |        |
|  |          |                | 5        | Vsetín       | 4 |             |             |             |  |   |            |            |            |  |   |        |        |        |
|  | 5        | Vsetín         | 5        | Vsetín       | 4 | 3           |             |             |  |   |            |            |            |  |   |        |        |        |
|  | 5        | Vsetín         |          |              |   | 3           |             |             |  |   |            |            |            |  |   |        |        |        |
|  | 12       | Ústí nad Labem | 1        |              |   |             |             |             |  |   |            |            |            |  |   |        |        |        |

### Předkolo

#### Vsetín (5.) – Ústí nad Labem (12.)
| 11. března 2021 17:30 | VHK ROBE Vsetín | 2:1 SN (0:1, 0:0, 1:0 - 0:0 - 1:0) | HC Slovan Ústí nad Labem | Na Lapači, Vsetín Návštěvnost: Bez diváků |  |

| Zpráva                                                                    |                                                                           |             |                                                       |                                                                          |
| David Gába                                                                | David Gába                                                                | Brankáři    | Petr Hamalčík                                         | Rozhodčí: Jakub Koziol Tomáš Cabák Čároví: Václav Hanzlík Michael Hranoš |
| 49:10 Lubomír Štach (Adam Zeman) 80:00 David Březina (rozhodující nájezd) | 49:10 Lubomír Štach (Adam Zeman) 80:00 David Březina (rozhodující nájezd) | 0:1 1:1 2:1 | 19:59 Jiří Severa (Michal Trávníček, Daniel Vrdlovec) | Rozhodčí: Jakub Koziol Tomáš Cabák Čároví: Václav Hanzlík Michael Hranoš |
| 6 min                                                                     | 6 min                                                                     | Tresty      | 12 min                                                | Rozhodčí: Jakub Koziol Tomáš Cabák Čároví: Václav Hanzlík Michael Hranoš |
| 56                                                                        | 56                                                                        | Střely      | 29                                                    | Rozhodčí: Jakub Koziol Tomáš Cabák Čároví: Václav Hanzlík Michael Hranoš |

| 12. března 2021 17:30 | VHK ROBE Vsetín | 1:2 (1:2, 0:0, 0:0) | HC Slovan Ústí nad Labem | Na Lapači, Vsetín Návštěvnost: Bez diváků |  |

| Zpráva                                              |                                                     |             | |                                                                           |
| David Gába                                          | David Gába                                          | Brankáři    | Petr Hamalčík                                                                                       | Rozhodčí: Jiří Ondráček Lukáš Květoň Čároví: Martin Kreuzer David Polonyi |
| 12:38 Roman Vlach (Radim Kucharczyk, Lubomír Štach) | 12:38 Roman Vlach (Radim Kucharczyk, Lubomír Štach) | 0:1 1:1 1:2 | 10:07 Karel Klikorka (Štěpán Matějček) 12:57 Dominik Sklenář (Anatolij Protasenja, Štěpán Havránek) | Rozhodčí: Jiří Ondráček Lukáš Květoň Čároví: Martin Kreuzer David Polonyi |
| 39 min                                              | 39 min                                              | Tresty      | 8 min                                                                                               | Rozhodčí: Jiří Ondráček Lukáš Květoň Čároví: Martin Kreuzer David Polonyi |
| 35                                                  | 35                                                  | Střely      | 24                                                                                                  | Rozhodčí: Jiří Ondráček Lukáš Květoň Čároví: Martin Kreuzer David Polonyi |

| 14. března 2021 16:00 | HC Slovan Ústí nad Labem | 2:5 (0:1, 0:1, 2:3) | VHK ROBE Vsetín | Zimní stadion Ústí nad Labem, Ústí nad Labem Návštěvnost: Bez diváků |  |

| Zpráva | |                             | |                                                                               |
| Petr Hamalčík | Petr Hamalčík | Brankáři                    | David Gába | Rozhodčí: Miroslav Petružálek Lukáš Bejček Čároví: Milan Štofa Stanislav Hnát |
| 45:13 Michal Trávníček (Daniel Vrdlovec, Marek Voženílek) 47:46 Daniel Vrdlovec (Vladimír Brož, Michal Trávníček) | 45:13 Michal Trávníček (Daniel Vrdlovec, Marek Voženílek) 47:46 Daniel Vrdlovec (Vladimír Brož, Michal Trávníček) | 0:1 0:2 0:3 1:3 2:3 2:4 2:5 | 7:33 Jan Bartko (Ondřej Smetana, Adam Zeman) 29:38 Lubomír Štach (Radim Kucharczyk, Daniel Klímek) 43:28 Jan Bartko (Sebastian Gorčík, Antonín Pechanec) 56:48 Radim Kucharczyk (Roman Půček, Adam Hořanský) 58:37 Adam Hořanský (Bez asistence) | Rozhodčí: Miroslav Petružálek Lukáš Bejček Čároví: Milan Štofa Stanislav Hnát |
| 4 min | 4 min | Tresty                      | 4 min | Rozhodčí: Miroslav Petružálek Lukáš Bejček Čároví: Milan Štofa Stanislav Hnát |
| 29 | 29 | Střely                      | 33 | Rozhodčí: Miroslav Petružálek Lukáš Bejček Čároví: Milan Štofa Stanislav Hnát |

| 15. března 2021 16:00 | HC Slovan Ústí nad Labem | 3:4 (1:0, 2:2, 0:2) | VHK ROBE Vsetín | Zimní stadion Ústí nad Labem, Ústí nad Labem Návštěvnost: Bez diváků |  |

| Zpráva | |                             | |                                                                    |
| Petr Hamalčík | Petr Hamalčík | Brankáři                    | David Gába | Rozhodčí: Radek Wagner Tomáš Micka Čároví: Jiří Flegl Milan Jindra |
| 13:03 Dominik Sklenář (Anatolij Protasenja, Jan Grim) 27:45 Martin Tůma (Daniel Vrdlovec, Jiří Drtina) 29:31 Daniel Vrdlovec (Michal Trávníček, Jiří Severa) | 13:03 Dominik Sklenář (Anatolij Protasenja, Jan Grim) 27:45 Martin Tůma (Daniel Vrdlovec, Jiří Drtina) 29:31 Daniel Vrdlovec (Michal Trávníček, Jiří Severa) | 1:0 2:0 2:1 3:1 3:2 3:3 3:4 | 28:15 Adam Zeman (Jan Berger) 38:40 Šimon Jenáček (Sebastian Gorčík, David Březina) 46:06 Roman Půček (Radim Kucharczyk, Tomáš Ondračka) 50:22 Radim Kucharczyk (Roman Vlach, Lubomír Štach) | Rozhodčí: Radek Wagner Tomáš Micka Čároví: Jiří Flegl Milan Jindra |
| 22 min | 22 min | Tresty                      | 20 min | Rozhodčí: Radek Wagner Tomáš Micka Čároví: Jiří Flegl Milan Jindra |
| 22 | 22 | Střely                      | 38 | Rozhodčí: Radek Wagner Tomáš Micka Čároví: Jiří Flegl Milan Jindra |

Konečný stav série 3:1 na zápasy pro VHK ROBE Vsetín

#### Poruba (6.) – Prostějov (11.)
| 11. března 2021 17:30 | HC RT TORAX Poruba 2011 | 2:1 PP (0:0, 0:1, 1:0 - 1:0) | LHK Jestřábi Prostějov | RT TORAX ARENA, Poruba Návštěvnost: Bez diváků |  |

| Zpráva                                                                                                | |             |                                                       |                                                                          |
| Ervins Mustukovs                                                                                      | Ervins Mustukovs                                                                                      | Brankáři    | Ondřej Bláha                                          | Rozhodčí: Jiří Ondráček Robert Čech Čároví: Ondřej Polák Milan Gančarčík |
| 51:53 Lukáš Kozák (Markus Korkiakoski, Šimon Szathmáry) 62:20 Michal Hotěk (Lukáš Endál, Jan Hudeček) | 51:53 Lukáš Kozák (Markus Korkiakoski, Šimon Szathmáry) 62:20 Michal Hotěk (Lukáš Endál, Jan Hudeček) | 0:1 1:1 2:1 | 20:41 František Hrdina (Dominik Hrníčko, Petr Mrázek) | Rozhodčí: Jiří Ondráček Robert Čech Čároví: Ondřej Polák Milan Gančarčík |
| 4 min                                                                                                 | 4 min                                                                                                 | Tresty      | 8 min                                                 | Rozhodčí: Jiří Ondráček Robert Čech Čároví: Ondřej Polák Milan Gančarčík |
| 42 | 42 | Střely      | 27                                                    | Rozhodčí: Jiří Ondráček Robert Čech Čároví: Ondřej Polák Milan Gančarčík |

| 12. března 2021 17:30 | HC RT TORAX Poruba 2011 | 4:2 (0:2, 1:0, 3:0) | LHK Jestřábi Prostějov | RT TORAX ARENA, Poruba Návštěvnost: Bez diváků |  |

| Zpráva | |                         |                                                                                                |                                                                      |
| Ervins Mustukovs | Ervins Mustukovs | Brankáři                | Ondřej Bláha                                                                                   | Rozhodčí: Filip Vrba Ondřej Šudoma Čároví: Jiří Novák Přemysl Bartek |
| 30:41 Jan Hudeček (Radek Pořízek) 53:23 Šimon Szathmáry (Markus Korkiakoski, Petr Stloukal) 56:18 Radek Pořízek (Patrik Urbanec, Lukáš Endál) 59:58 Petr Kanko (Bez asistence) | 30:41 Jan Hudeček (Radek Pořízek) 53:23 Šimon Szathmáry (Markus Korkiakoski, Petr Stloukal) 56:18 Radek Pořízek (Patrik Urbanec, Lukáš Endál) 59:58 Petr Kanko (Bez asistence) | 0:1 0:2 1:2 2:2 3:2 4:2 | 7:48 Petr Mrázek (David Bartoš, Dominik Hrníčko) 15:22 Tomáš Drtil (David Bartoš, Petr Mrázek) | Rozhodčí: Filip Vrba Ondřej Šudoma Čároví: Jiří Novák Přemysl Bartek |
| 4 min | 4 min | Tresty                  | 4 min                                                                                          | Rozhodčí: Filip Vrba Ondřej Šudoma Čároví: Jiří Novák Přemysl Bartek |
| 37 | 37 | Střely                  | 29                                                                                             | Rozhodčí: Filip Vrba Ondřej Šudoma Čároví: Jiří Novák Přemysl Bartek |

| 14. března 2021 17:00 | LHK Jestřábi Prostějov | 1:5 (0:2, 1:0, 0:3) | HC RT TORAX Poruba 2011 | Zimní stadion Prostějov, Prostějov Návštěvnost: Bez diváků |  |

| Zpráva                           |                                  |                         | |                                                                        |
| Ondřej Bláha                     | Ondřej Bláha                     | Brankáři                | Ervins Mustukovs | Rozhodčí: Michal Dědek Tomáš Cabák Čároví: Michael Hranoš David Otáhal |
| 27:59 David Bartoš (Petr Mrázek) | 27:59 David Bartoš (Petr Mrázek) | 0:1 0:2 1:2 1:3 1:4 1:5 | 5:13 Michal Hotěk (Petr Kanko, Adam Raška) 14:34 Adam Raška (Patrik Urbanec, Tomáš Voráček) 45:19 Lukáš Endál (Šimon Szathmáry, Radim Toman) 49:19 Lukáš Endál (Marek Špaček, Radim Toman) 58:54 Lukáš Endál (Jan Hudeček) | Rozhodčí: Michal Dědek Tomáš Cabák Čároví: Michael Hranoš David Otáhal |
| 4 min                            | 4 min                            | Tresty                  | 6 min | Rozhodčí: Michal Dědek Tomáš Cabák Čároví: Michael Hranoš David Otáhal |
| 35                               | 35                               | Střely                  | 34 | Rozhodčí: Michal Dědek Tomáš Cabák Čároví: Michael Hranoš David Otáhal |

Konečný stav série 3:0 na zápasy pro HC RT TORAX Poruba 2011

#### Litoměřice (7.) – Sokolov (10.)
| 11. března 2021 17:00 | HC Stadion Litoměřice | 2:3 PP (0:1, 0:1, 2:0 - 0:1) | HC Baník Sokolov | Kalich aréna, Litoměřice Návštěvnost: Bez diváků |  |

| Zpráva                                                                                              | |                     | |                                                                   |
| Tomáš Král                                                                                          | Tomáš Král                                                                                          | Brankáři            | Jakub Neužil                                                                                          | Rozhodčí: Jan Jaroš Tomáš Micka Čároví: Milan Jindra Petr Šimánek |
| 45:08 Martin Procházka (Vladimír Kremláček, Jiří Jebavý) 59:25 Tomáš Svoboda (Jan Holý, Jan Výtisk) | 45:08 Martin Procházka (Vladimír Kremláček, Jiří Jebavý) 59:25 Tomáš Svoboda (Jan Holý, Jan Výtisk) | 0:1 0:2 1:2 2:2 2:3 | 1:49 Marek Švec (Tomáš Rohan) 22:54 David Tůma (Jan Pohl) 67:30 Adam Křemen (David Vitouch, Jan Pohl) | Rozhodčí: Jan Jaroš Tomáš Micka Čároví: Milan Jindra Petr Šimánek |
| 35 min                                                                                              | 35 min                                                                                              | Tresty              | 16 min                                                                                                | Rozhodčí: Jan Jaroš Tomáš Micka Čároví: Milan Jindra Petr Šimánek |
| 48                                                                                                  | 48                                                                                                  | Střely              | 25 | Rozhodčí: Jan Jaroš Tomáš Micka Čároví: Milan Jindra Petr Šimánek |

| 12. března 2021 17:00 | HC Stadion Litoměřice | 4:0 (0:0, 2:0, 2:0) | HC Baník Sokolov | Kalich aréna, Litoměřice Návštěvnost: Bez diváků |  |

| Zpráva | |                 |              |                                                                                |
| Tomáš Král | Tomáš Král | Brankáři        | Jakub Neužil | Rozhodčí: Tomáš Zubzanda Michal Kostourek Čároví: Štefan Belko Ondřej Kokrment |
| 20:58 Tomáš Svoboda (Peter Jánský, Ondřej Baláž) 23:51 Jan Holý (Patrik Miškář, Matěj Beran) 48:29 Lukáš Válek (Tomáš Svoboda, Lukáš Stehlík) 49:46 Lukáš Stehlík (Peter Jánský, Lukáš Válek) | 20:58 Tomáš Svoboda (Peter Jánský, Ondřej Baláž) 23:51 Jan Holý (Patrik Miškář, Matěj Beran) 48:29 Lukáš Válek (Tomáš Svoboda, Lukáš Stehlík) 49:46 Lukáš Stehlík (Peter Jánský, Lukáš Válek) | 1:0 2:0 3:0 4:0 |              | Rozhodčí: Tomáš Zubzanda Michal Kostourek Čároví: Štefan Belko Ondřej Kokrment |
| 10 min | 10 min | Tresty          | 12 min       | Rozhodčí: Tomáš Zubzanda Michal Kostourek Čároví: Štefan Belko Ondřej Kokrment |
| 72 | 72 | Střely          | 65           | Rozhodčí: Tomáš Zubzanda Michal Kostourek Čároví: Štefan Belko Ondřej Kokrment |

| 14. března 2021 17:00 | HC Baník Sokolov | 5:7 (2:2, 3:1, 0:4) | HC Stadion Litoměřice | Zimní stadion Sokolov, Sokolov Návštěvnost: Bez diváků |  |

| Zpráva | |                                                 | |                                                                           |
| Jakub Neužil | Jakub Neužil | Brankáři                                        | Tomáš Král | Rozhodčí: Daniel Jechoutek Josef Barek Čároví: Ondřej Bohuněk Petr Kotlík |
| 12:29 David Tůma (Tomáš Rohan, Jan Pohl) 18:12 Jaromír Kverka (Tomáš Vracovský) 20:15 Adam Rulík (Adam Křemen, Vít Jiskra) 22:10 David Tůma (Tomáš Vracovský, Jaromír Kverka) 39:26 Tomáš Vracovský (Jaromír Kverka) | 12:29 David Tůma (Tomáš Rohan, Jan Pohl) 18:12 Jaromír Kverka (Tomáš Vracovský) 20:15 Adam Rulík (Adam Křemen, Vít Jiskra) 22:10 David Tůma (Tomáš Vracovský, Jaromír Kverka) 39:26 Tomáš Vracovský (Jaromír Kverka) | 0:1 0:2 1:2 2:2 3:2 4:2 4:3 5:3 5:4 5:5 5:6 5:7 | 4:18 Martin Procházka (Patrik Miškář, Jan Holý) 5:30 Patrik Marcel (Peter Jánský, David Jindra) 36:02 Lukáš Válek (Tomáš Svoboda, Matěj Beran) 42:36 Patrik Miškář (Martin Procházka, Jan Holý) 50:16 Matěj Beran (Patrik Miškář, Jan Holý) 57:45 Matěj Beran (Patrik Miškář, Jiří Jebavý) 59:42 Lukáš Válek (Tomáš Svoboda) | Rozhodčí: Daniel Jechoutek Josef Barek Čároví: Ondřej Bohuněk Petr Kotlík |
| 10 min | 10 min | Tresty                                          | 10 min | Rozhodčí: Daniel Jechoutek Josef Barek Čároví: Ondřej Bohuněk Petr Kotlík |
| 34 | 34 | Střely                                          | 31 | Rozhodčí: Daniel Jechoutek Josef Barek Čároví: Ondřej Bohuněk Petr Kotlík |

| 15. března 2021 17:00 | HC Baník Sokolov | 3:2 PP (1:0, 1:0, 0:2 - 1:0) | HC Stadion Litoměřice | Zimní stadion Sokolov, Sokolov Návštěvnost: Bez diváků |  |

| Zpráva | |                     | |                                                                       |
| Jakub Neužil | Jakub Neužil | Brankáři            | Tomáš Král                                                                                         | Rozhodčí: Tomáš Zubzanda Jan Hucl Čároví: Štefan Belko Pavel Sedláček |
| 3:31 Vít Jiskra (Petr Přindiš, Michal Gut) 39:54 Jaromír Kverka (Jan Pohl, Vít Jiskra) 62:12 Jan Pohl (Tomáš Rohan, David Tůma) | 3:31 Vít Jiskra (Petr Přindiš, Michal Gut) 39:54 Jaromír Kverka (Jan Pohl, Vít Jiskra) 62:12 Jan Pohl (Tomáš Rohan, David Tůma) | 1:0 2:0 2:1 2:2 3:2 | 46:54 Patrik Miškář (Matěj Beran, Jiří Jebavý) 48:41 Patrik Miškář (Martin Procházka, Matěj Beran) | Rozhodčí: Tomáš Zubzanda Jan Hucl Čároví: Štefan Belko Pavel Sedláček |
| 6 min | 6 min | Tresty              | 8 min                                                                                              | Rozhodčí: Tomáš Zubzanda Jan Hucl Čároví: Štefan Belko Pavel Sedláček |
| 42 | 42 | Střely              | 41                                                                                                 | Rozhodčí: Tomáš Zubzanda Jan Hucl Čároví: Štefan Belko Pavel Sedláček |

| 17. března 2021 17:00 | HC Stadion Litoměřice | 5:0 (1:0, 3:0, 1:0) | HC Baník Sokolov | Kalich aréna, Litoměřice Návštěvnost: Bez diváků |  |

| Zpráva | |                     |              |                                                                          |
| Tomáš Král | Tomáš Král | Brankáři            | Jakub Neužil | Rozhodčí: Miroslav Petružálek Tomáš Micka Čároví: Jiří Flegl Petr Kotlík |
| 2:50 Jan Výtisk (Peter Jánský, Jan Holý) 22:08 Peter Jánský (Martin Kadlec, Josef Jícha) 25:26 Martin Procházka (Patrik Miškář, Jan Holý) 28:23 Martin Procházka (Josef Jícha, Ondřej Baláž) 51:17 Marek Berka (Tomáš Urban, Jakub Konečný) | 2:50 Jan Výtisk (Peter Jánský, Jan Holý) 22:08 Peter Jánský (Martin Kadlec, Josef Jícha) 25:26 Martin Procházka (Patrik Miškář, Jan Holý) 28:23 Martin Procházka (Josef Jícha, Ondřej Baláž) 51:17 Marek Berka (Tomáš Urban, Jakub Konečný) | 1:0 2:0 3:0 4:0 5:0 |              | Rozhodčí: Miroslav Petružálek Tomáš Micka Čároví: Jiří Flegl Petr Kotlík |
| 22 min | 22 min | Tresty              | 10 min       | Rozhodčí: Miroslav Petružálek Tomáš Micka Čároví: Jiří Flegl Petr Kotlík |
| 46 | 46 | Střely              | 26           | Rozhodčí: Miroslav Petružálek Tomáš Micka Čároví: Jiří Flegl Petr Kotlík |

Konečný stav série 3:2 na zápasy pro HC Stadion Litoměřice

#### Třebíč (8.) – Slavia Praha (9.)
| 11. března 2021 17:30 | SK Horácká Slavia Třebíč | 4:1 (1:0, 1:1, 2:0) | HC Slavia Praha | KHNP Arena, Třebíč Návštěvnost: Bez diváků |  |

| Zpráva | |                     |                                                   |                                                                       |
| Pavel Jekel | Pavel Jekel | Brankáři            | Martin Michajlov                                  | Rozhodčí: Jan Doležal Ondřej Šudoma Čároví: Jan Vašíček Roman Komínek |
| 14:24 Lukáš Nedvídek (Karel Nedbal, Martin Šťovíček) 38:01 Ladislav Bittner (Matěj Psota, Martin Šťovíček) 56:24 Martin Šťovíček (Ladislav Bittner) 59:59 Petr Beránek (Karel Nedbal) | 14:24 Lukáš Nedvídek (Karel Nedbal, Martin Šťovíček) 38:01 Ladislav Bittner (Matěj Psota, Martin Šťovíček) 56:24 Martin Šťovíček (Ladislav Bittner) 59:59 Petr Beránek (Karel Nedbal) | 1:0 1:1 2:1 3:1 4:1 | 31:32 Daniel Kružík (Jaroslav Bednář, Petr Kafka) | Rozhodčí: Jan Doležal Ondřej Šudoma Čároví: Jan Vašíček Roman Komínek |
| 12 min | 12 min | Tresty              | 16 min                                            | Rozhodčí: Jan Doležal Ondřej Šudoma Čároví: Jan Vašíček Roman Komínek |
| 30 | 30 | Střely              | 39                                                | Rozhodčí: Jan Doležal Ondřej Šudoma Čároví: Jan Vašíček Roman Komínek |

| 12. března 2021 17:30 | SK Horácká Slavia Třebíč | 0:2 (0:0, 0:0, 0:2) | HC Slavia Praha | KHNP Arena, Třebíč Návštěvnost: Bez diváků |  |

| Zpráva      |             |          |                                                                                         |                                                                      |
| Pavel Jekel | Pavel Jekel | Brankáři | Martin Michajlov                                                                        | Rozhodčí: Michal Dědek Jakub Koziol Čároví: Roman Zídek David Otáhal |
|             |             | 0:1 0:2  | 56:39 Jaroslav Bednář (Filip Vlček, Tomáš Šmerha) 59:56 Martin Ondráček (Bez asistence) | Rozhodčí: Michal Dědek Jakub Koziol Čároví: Roman Zídek David Otáhal |
| 8 min       | 8 min       | Tresty   | 8 min                                                                                   | Rozhodčí: Michal Dědek Jakub Koziol Čároví: Roman Zídek David Otáhal |
| 25          | 25          | Střely   | 36                                                                                      | Rozhodčí: Michal Dědek Jakub Koziol Čároví: Roman Zídek David Otáhal |

| 14. března 2021 16:00 | HC Slavia Praha | 0:1 (0:1, 0:0, 0:0) | SK Horácká Slavia Třebíč | Zimní stadion Eden, Praha Návštěvnost: Bez diváků |  |

| Zpráva           |                  |          |                                                     |                                                                     |
| Martin Michajlov | Martin Michajlov | Brankáři | Pavel Jekel                                         | Rozhodčí: Jan Hucl Jakub Šindel Čároví: Václav Beneš Pavel Sedláček |
|                  |                  | 0:1      | 17:00 Petr Vodička (Michal Furch, Ladislav Bittner) | Rozhodčí: Jan Hucl Jakub Šindel Čároví: Václav Beneš Pavel Sedláček |
| 10 min           | 10 min           | Tresty   | 14 min                                              | Rozhodčí: Jan Hucl Jakub Šindel Čároví: Václav Beneš Pavel Sedláček |
| 35               | 35               | Střely   | 21                                                  | Rozhodčí: Jan Hucl Jakub Šindel Čároví: Václav Beneš Pavel Sedláček |

| 15. března 2021 17:00 | HC Slavia Praha | 4:3 (1:1, 3:1, 0:1) | SK Horácká Slavia Třebíč | Zimní stadion Eden, Praha Návštěvnost: Bez diváků |  |

| Zpráva | |                             | |                                                                         |
| Martin Michajlov | Martin Michajlov | Brankáři                    | Pavel Jekel Jan Mičán (od 41 minuty) | Rozhodčí: Luděk Pilný Štěpán Souček Čároví: Stanislav Hnát Petr Šimánek |
| 11:36 Daniel Kružík (Jaroslav Bednář, Petr Kafka) 22:25 Petr Vampola (Jiří Doležal, David Šteiner) 26:43 Filip Vlček (Michal Poletín, Daniel Kružík) 39:12 Jan Novák (Jaroslav Bednář, Petr Kafka) | 11:36 Daniel Kružík (Jaroslav Bednář, Petr Kafka) 22:25 Petr Vampola (Jiří Doležal, David Šteiner) 26:43 Filip Vlček (Michal Poletín, Daniel Kružík) 39:12 Jan Novák (Jaroslav Bednář, Petr Kafka) | 0:1 1:1 2:1 3:1 3:2 4:2 4:3 | 9:49 Ladislav Bittner (Matěj Psota, Karel Nedbal) 31:49 Martin Šťovíček (Bez asistence) 51:45 Václav Krliš (Ladislav Bittner, Matěj Psota) | Rozhodčí: Luděk Pilný Štěpán Souček Čároví: Stanislav Hnát Petr Šimánek |
| 14 min | 14 min | Tresty                      | 43 min | Rozhodčí: Luděk Pilný Štěpán Souček Čároví: Stanislav Hnát Petr Šimánek |
| 41 | 41 | Střely                      | 19 | Rozhodčí: Luděk Pilný Štěpán Souček Čároví: Stanislav Hnát Petr Šimánek |

| 17. března 2021 17:30 | SK Horácká Slavia Třebíč | 2:4 (0:1, 1:3, 1:0) | HC Slavia Praha | KHNP Arena, Třebíč Návštěvnost: Bez diváků |  |

| Zpráva                                                                                               | |                         | |                                                                         |
| Pavel Jekel                                                                                          | Pavel Jekel                                                                                          | Brankáři                | Martin Michajlov | Rozhodčí: Radek Wagner Josef Barek Čároví: Ondřej Bohuněk Petr Maštalíř |
| 34:03 Lukáš Nedvídek (Karel Nedbal, David Michálek) 59:31 Petr Beránek (Václav Krliš, Tomáš Křehlík) | 34:03 Lukáš Nedvídek (Karel Nedbal, David Michálek) 59:31 Petr Beránek (Václav Krliš, Tomáš Křehlík) | 0:1 0:2 0:3 1:3 1:4 2:4 | 8:25 Michal Poletín (Filip Kuťák) 31:20 David Šteiner (Daniel Krejčí, Jiří Doležal) 33:23 Petr Vampola (Adam Sedlák) 36:16 Jan Novák (Petr Vampola, Daniel Kružík) | Rozhodčí: Radek Wagner Josef Barek Čároví: Ondřej Bohuněk Petr Maštalíř |
| 12 min                                                                                               | 12 min                                                                                               | Tresty                  | 18 min | Rozhodčí: Radek Wagner Josef Barek Čároví: Ondřej Bohuněk Petr Maštalíř |
| 36                                                                                                   | 36                                                                                                   | Střely                  | 24 | Rozhodčí: Radek Wagner Josef Barek Čároví: Ondřej Bohuněk Petr Maštalíř |

Konečný stav série 3:2 na zápasy pro HC Slavia Praha

### Čtvrtfinále

#### Kladno (1.) - Slavia Praha (9.)
| 19. března 2021 18:00 | Rytíři Kladno | 3:1 (0:0, 2:0, 1:1) | HC Slavia Praha | ČEZ stadion Kladno, Kladno Návštěvnost: Bez diváků |  |

| Zpráva | |                 |                                      |                                                                              |
| Andrej Košarišťan | Andrej Košarišťan | Brankáři        | Martin Michajlov                     | Rozhodčí: Štěpán Souček Michal Kostourek Čároví: Milan Štofa Ondřej Kokrment |
| 22:24 Rostislav Marosz (Matyáš Filip, Marek Račuk) 34:07 Tomáš Plekanec (Jaromír Jágr, Vsevolod Kirillovič Sorokin) 48:34 Jaromír Jágr (Tomáš Plekanec, Stepan Zakharchuk) | 22:24 Rostislav Marosz (Matyáš Filip, Marek Račuk) 34:07 Tomáš Plekanec (Jaromír Jágr, Vsevolod Kirillovič Sorokin) 48:34 Jaromír Jágr (Tomáš Plekanec, Stepan Zakharchuk) | 1:0 2:0 3:0 3:1 | 59:29 Tomáš Pšenička (David Šteiner) | Rozhodčí: Štěpán Souček Michal Kostourek Čároví: Milan Štofa Ondřej Kokrment |
| 16 min | 16 min | Tresty          | 18 min                               | Rozhodčí: Štěpán Souček Michal Kostourek Čároví: Milan Štofa Ondřej Kokrment |
| 39 | 39 | Střely          | 26                                   | Rozhodčí: Štěpán Souček Michal Kostourek Čároví: Milan Štofa Ondřej Kokrment |

| 20. března 2021 18:00 | Rytíři Kladno | 2:1 PP (0:1, 0:0, 1:0 - 1:0) | HC Slavia Praha | ČEZ stadion Kladno, Kladno Návštěvnost: Bez diváků |  |

| Zpráva                                                                                |                                                                                       |             |                                             |                                                                     |
| Andrej Košarišťan                                                                     | Andrej Košarišťan                                                                     | Brankáři    | Martin Michajlov Roman Málek (od 57 min.)   | Rozhodčí: Jan Hucl Jakub Šindel Čároví: Milan Jindra Stanislav Hnát |
| 44:52 Martin Kehar (Tomáš Plekanec) 64:52 Antonín Melka (Nicolas Hlava, Tomáš Pitule) | 44:52 Martin Kehar (Tomáš Plekanec) 64:52 Antonín Melka (Nicolas Hlava, Tomáš Pitule) | 0:1 1:1 2:1 | 9:16 Petr Kafka (Petr Vampola, Filip Kuťák) | Rozhodčí: Jan Hucl Jakub Šindel Čároví: Milan Jindra Stanislav Hnát |
| 14 min                                                                                | 14 min                                                                                | Tresty      | 22 min                                      | Rozhodčí: Jan Hucl Jakub Šindel Čároví: Milan Jindra Stanislav Hnát |
| 45                                                                                    | 45                                                                                    | Střely      | 28                                          | Rozhodčí: Jan Hucl Jakub Šindel Čároví: Milan Jindra Stanislav Hnát |

| 23. března 2021 17:00 | HC Slavia Praha | 6:5 PP (2:0, 2:5, 1:0 - 1:0) | Rytíři Kladno | Zimní stadion Eden, Praha Návštěvnost: Bez diváků |  |

| Zpráva | |                                             | |                                                                                 |
| Martin Michajlov | Martin Michajlov | Brankáři                                    | Andrej Košarišťan | Rozhodčí: Miroslav Petružálek Radek Wagner Čároví: Martin Kreuzer David Polonyi |
| 12:43 Petr Kafka (Tomáš Šmerha, Jindřich Barák) 17:25 Tomáš Šmerha (Daniel Krejčí, Jan Novák) 25:51 Daniel Krejčí (Jan Novák) 39:59 David Šteiner (Petr Kafka, Jaroslav Brož) 46:35 Michal Poletín (Filip Vlček, Jan Novák) 65:10 Filip Vlček (Filip Kuťák) | 12:43 Petr Kafka (Tomáš Šmerha, Jindřich Barák) 17:25 Tomáš Šmerha (Daniel Krejčí, Jan Novák) 25:51 Daniel Krejčí (Jan Novák) 39:59 David Šteiner (Petr Kafka, Jaroslav Brož) 46:35 Michal Poletín (Filip Vlček, Jan Novák) 65:10 Filip Vlček (Filip Kuťák) | 1:0 2:0 2:1 2:2 3:2 3:3 3:4 3:5 4:5 5:5 6:5 | 20:52 Tomáš Plekanec (Nicolas Hlava, Jaromír Jágr) 22:13 Antonín Melka (Tomáš Pitule, Nicolas Hlava) 34:12 Ondřej Machala (Jakub Suchánek, Tomáš Plekanec) 35:05 Zachary Frye (Tomáš Guman) 35:49 Ondřej Machala (Jaromír Jágr) | Rozhodčí: Miroslav Petružálek Radek Wagner Čároví: Martin Kreuzer David Polonyi |
| 14 min | 14 min | Tresty                                      | 28 min | Rozhodčí: Miroslav Petružálek Radek Wagner Čároví: Martin Kreuzer David Polonyi |
| 29 | 29 | Střely                                      | 42 | Rozhodčí: Miroslav Petružálek Radek Wagner Čároví: Martin Kreuzer David Polonyi |

| 24. března 2021 17:00 | HC Slavia Praha | 2:4 (0:0, 0:2, 2:2) | Rytíři Kladno | Zimní stadion Eden, Praha Návštěvnost: Bez diváků |  |

| Zpráva                                                                           |                                                                                  |                         | |                                                                         |
| Martin Michajlov                                                                 | Martin Michajlov                                                                 | Brankáři                | Andrej Košarišťan | Rozhodčí: Štěpán Souček Tomáš Zubzanda Čároví: Václav Beneš Milan Štofa |
| 51:12 Lukáš Buchta (Tomáš Šmerha, Filip Kuťák) 57:53 Filip Vlček (Daniel Krejčí) | 51:12 Lukáš Buchta (Tomáš Šmerha, Filip Kuťák) 57:53 Filip Vlček (Daniel Krejčí) | 0:1 0:2 0:3 1:3 1:4 2:4 | 33:08 Antonín Melka (Luc James Snuggerud) 39:31 Nicolas Hlava (Jaromír Jágr, Tomáš Plekanec) 50:25 Patrik Machač (Adam Kubík) 53:33 Patrik Machač (Tomáš Guman) | Rozhodčí: Štěpán Souček Tomáš Zubzanda Čároví: Václav Beneš Milan Štofa |
| 18 min                                                                           | 18 min                                                                           | Tresty                  | 10 min | Rozhodčí: Štěpán Souček Tomáš Zubzanda Čároví: Václav Beneš Milan Štofa |
| 21                                                                               | 21                                                                               | Střely                  | 51 | Rozhodčí: Štěpán Souček Tomáš Zubzanda Čároví: Václav Beneš Milan Štofa |

| 26. března 2021 17:20 | Rytíři Kladno | 6:4 (0:1, 3:2, 3:1) | HC Slavia Praha | ČEZ stadion Kladno, Kladno Návštěvnost: Bez diváků |  |

| Zpráva | |                                         | |                                                                             |
| Andrej Košarišťan | Andrej Košarišťan | Brankáři                                | Martin Michajlov | Rozhodčí: Miroslav Petružálek Radek Wagner Čároví: Milan Štofa Václav Beneš |
| 35:56 Tomáš Plekanec (Adam Kubík, Zachary Frye) 36:35 Ondřej Machala (Luc James Snuggerud) 37:17 Tomáš Pitule (Nicolas Hlava, Antonín Melka) 48:43 Ondřej Machala (Jaromír Jágr, Zachary Frye) 58:30 Adam Kubík (Rostislav Marosz, Tomáš Plekanec) 59:51 Nicolas Hlava (Tomáš Plekanec) | 35:56 Tomáš Plekanec (Adam Kubík, Zachary Frye) 36:35 Ondřej Machala (Luc James Snuggerud) 37:17 Tomáš Pitule (Nicolas Hlava, Antonín Melka) 48:43 Ondřej Machala (Jaromír Jágr, Zachary Frye) 58:30 Adam Kubík (Rostislav Marosz, Tomáš Plekanec) 59:51 Nicolas Hlava (Tomáš Plekanec) | 0:1 0:2 0:3 1:3 2:3 3:3 3:4 4:4 5:4 6:4 | 15:39 Jaroslav Brož (Filip Kuťák) 29:38 David Šteiner (Tomáš Pšenička, Radek Jeřábek) 32:09 Jiří Doležal (Martin Ondráček, Petr Vampola) 48:01 Jiří Říha (Petr Vampola, Lukáš Buchta) | Rozhodčí: Miroslav Petružálek Radek Wagner Čároví: Milan Štofa Václav Beneš |
| 18 min | 18 min | Tresty                                  | 16 min | Rozhodčí: Miroslav Petružálek Radek Wagner Čároví: Milan Štofa Václav Beneš |
| 46 | 46 | Střely                                  | 24 | Rozhodčí: Miroslav Petružálek Radek Wagner Čároví: Milan Štofa Václav Beneš |

Konečný stav série 4:1 na zápasy pro Rytíři Kladno.

#### Jihlava (2.) - Litoměřice (7.)
| 19. března 2021 17:30 | HC Dukla Jihlava | 2:1 (0:0, 0:0, 2:1) | HC Stadion Litoměřice | CZ LOKO Aréna, Jihlava Návštěvnost: Bez diváků |  |

| Zpráva                                                                                  |                                                                                         |             |                                |                                                                     |
| Maksim Zhukov                                                                           | Maksim Zhukov                                                                           | Brankáři    | Tomáš Král                     | Rozhodčí: Josef Barek Jan Jaroš Čároví: Pavel Sedláček Petr Šimánek |
| 45:34 Jiří Fronk (Tomáš Harkabus) 53:04 Josef Skořepa (Filip Dundáček, Tomáš Čachotský) | 45:34 Jiří Fronk (Tomáš Harkabus) 53:04 Josef Skořepa (Filip Dundáček, Tomáš Čachotský) | 1:0 2:0 2:1 | 59:47 Jan Holý (Tomáš Svoboda) | Rozhodčí: Josef Barek Jan Jaroš Čároví: Pavel Sedláček Petr Šimánek |
| 10 min                                                                                  | 10 min                                                                                  | Tresty      | 24 min                         | Rozhodčí: Josef Barek Jan Jaroš Čároví: Pavel Sedláček Petr Šimánek |
| 28                                                                                      | 28                                                                                      | Střely      | 17                             | Rozhodčí: Josef Barek Jan Jaroš Čároví: Pavel Sedláček Petr Šimánek |

| 20. března 2021 17:30 | HC Dukla Jihlava | 1:4 (1:1, 0:0, 0:3) | HC Stadion Litoměřice | CZ LOKO Aréna, Jihlava Návštěvnost: Bez diváků |  |

| Zpráva                                             |                                                    |                     | |                                                                     |
| Maksim Zhukov                                      | Maksim Zhukov                                      | Brankáři            | Adam Beran | Rozhodčí: Robert Čech Ondřej Šudoma Čároví: Roman Zídek Jan Vašíček |
| 12:51 Matěj Pekr (Tomáš Čachotský, Filip Dundáček) | 12:51 Matěj Pekr (Tomáš Čachotský, Filip Dundáček) | 0:1 1:1 1:2 1:3 1:4 | 5:19 Matěj Beran (Patrik Miškář, Jan Holý) 42:18 Martin Procházka (Lukáš Stehlík, Patrik Miškář) 44:20 Patrik Miškář (Jan Holý, Martin Procházka) 57:15 Peter Jánský (Matěj Toman) | Rozhodčí: Robert Čech Ondřej Šudoma Čároví: Roman Zídek Jan Vašíček |
| 18 min                                             | 18 min                                             | Tresty              | 6 min | Rozhodčí: Robert Čech Ondřej Šudoma Čároví: Roman Zídek Jan Vašíček |
| 28                                                 | 28                                                 | Střely              | 28 | Rozhodčí: Robert Čech Ondřej Šudoma Čároví: Roman Zídek Jan Vašíček |

| 23. března 2021 17:00 | HC Stadion Litoměřice | 6:3 (2:1, 1:2, 3:0) | HC Dukla Jihlava | Kalich aréna, Litoměřice Návštěvnost: Bez diváků |  |

| Zpráva | |                                     | |                                                                                |
| Tomáš Král | Tomáš Král | Brankáři                            | Maksim Zhukov | Rozhodčí: Tomáš Zubzanda Michal Kostourek Čároví: Štefan Belko Ondřej Kokrment |
| 1:39 Jakub Konečný (Lukáš Stehlík, Vladimír Kremláček) 10:07 Tomáš Urban (Lukáš Stehlík, Peter Jánský) 25:09 Lukáš Válek (Martin Procházka, Jan Holý) 41:15 Patrik Miškář (Bez asistence) 51:43 Matěj Toman (Vladimír Kremláček) 54:29 Tomáš Svoboda (Patrik Miškář, Jan Holý) | 1:39 Jakub Konečný (Lukáš Stehlík, Vladimír Kremláček) 10:07 Tomáš Urban (Lukáš Stehlík, Peter Jánský) 25:09 Lukáš Válek (Martin Procházka, Jan Holý) 41:15 Patrik Miškář (Bez asistence) 51:43 Matěj Toman (Vladimír Kremláček) 54:29 Tomáš Svoboda (Patrik Miškář, Jan Holý) | 1:0 2:0 2:1 3:1 3:2 3:3 4:3 5:3 6:3 | 10:28 Daniel Kolář (Matěj Pekr, Tomáš Čachotský) 25:38 Jakub Illéš (Tomáš Harkabus, Jiří Fronk) 36:53 Tomáš Čachotský (Jan Strejček) | Rozhodčí: Tomáš Zubzanda Michal Kostourek Čároví: Štefan Belko Ondřej Kokrment |
| 16 min | 16 min | Tresty                              | 12 min | Rozhodčí: Tomáš Zubzanda Michal Kostourek Čároví: Štefan Belko Ondřej Kokrment |
| 33 | 33 | Střely                              | 48 | Rozhodčí: Tomáš Zubzanda Michal Kostourek Čároví: Štefan Belko Ondřej Kokrment |

| 24. března 2021 17:00 | HC Stadion Litoměřice | 5:2 (1:1, 1:0, 3:1) | HC Dukla Jihlava | Kalich aréna, Litoměřice Návštěvnost: Bez diváků |  |

| Zpráva | |                             |                                                                                       |                                                                               |
| Tomáš Král | Tomáš Král | Brankáři                    | Jan Brož                                                                              | Rozhodčí: Radek Wagner Miroslav Petružálek Čároví: Petr Kotlík Ondřej Bohuněk |
| 16:54 Patrik Miškář (Tomáš Svoboda, Vladimír Kremláček) 29:58 Jan Holý (Patrik Miškář, Lukáš Válek) 42:11 Jan Holý (Lukáš Válek, Tomáš Svoboda) 44:08 Josef Jícha (Lukáš Válek, Matěj Toman) 56:46 Tomáš Urban (Lukáš Válek) | 16:54 Patrik Miškář (Tomáš Svoboda, Vladimír Kremláček) 29:58 Jan Holý (Patrik Miškář, Lukáš Válek) 42:11 Jan Holý (Lukáš Válek, Tomáš Svoboda) 44:08 Josef Jícha (Lukáš Válek, Matěj Toman) 56:46 Tomáš Urban (Lukáš Válek) | 0:1 1:1 2:1 3:1 4:1 4:2 5:2 | 14:26 Jakub Illéš (Tomáš Čachotský, Miroslav Juda) 50:53 Tomáš Harkabus (Jakub Illéš) | Rozhodčí: Radek Wagner Miroslav Petružálek Čároví: Petr Kotlík Ondřej Bohuněk |
| 16 min | 16 min | Tresty                      | 10 min                                                                                | Rozhodčí: Radek Wagner Miroslav Petružálek Čároví: Petr Kotlík Ondřej Bohuněk |
| 25 | 25 | Střely                      | 42                                                                                    | Rozhodčí: Radek Wagner Miroslav Petružálek Čároví: Petr Kotlík Ondřej Bohuněk |

| 26. března 2021 17:30 | HC Dukla Jihlava | 4:2 (1:2, 0:0, 3:0) | HC Stadion Litoměřice | CZ LOKO Aréna, Jihlava Návštěvnost: Bez diváků |  |

| Zpráva | |                         |                                                                                               |                                                                         |
| Maksim Zhukov | Maksim Zhukov | Brankáři                | Tomáš Král                                                                                    | Rozhodčí: Tomáš Zubzanda Jakub Šindel Čároví: Milan Jindra Petr Šimánek |
| 13:19 Filip Dundáček (Jiří Fronk, Tomáš Jiránek) 40:41 Josef Skořepa (Peter Lichanec, Jan Strejček) 43:58 Josef Skořepa (Tomáš Havránek) 59:37 Matěj Pekr (bez asistence) | 13:19 Filip Dundáček (Jiří Fronk, Tomáš Jiránek) 40:41 Josef Skořepa (Peter Lichanec, Jan Strejček) 43:58 Josef Skořepa (Tomáš Havránek) 59:37 Matěj Pekr (bez asistence) | 1:0 1:1 1:2 2:2 3:2 4:2 | 13:37 Matěj Toman (Josef Jícha, Lukáš Válek) 14:05 Lukáš Stehlík (Tomáš Urban, Jakub Konečný) | Rozhodčí: Tomáš Zubzanda Jakub Šindel Čároví: Milan Jindra Petr Šimánek |
| 40 min | 40 min | Tresty                  | 18 min                                                                                        | Rozhodčí: Tomáš Zubzanda Jakub Šindel Čároví: Milan Jindra Petr Šimánek |
| 34 | 34 | Střely                  | 30                                                                                            | Rozhodčí: Tomáš Zubzanda Jakub Šindel Čároví: Milan Jindra Petr Šimánek |

| 28. března 2021 17:00 | HC Stadion Litoměřice | 2:3 PP (0:1, 1:0, 1:1 - 0:0, 0:1) | HC Dukla Jihlava | Kalich aréna, Litoměřice Návštěvnost: Bez diváků |  |

| Zpráva                                                                                   |                                                                                          |                     | |                                                                        |
| Tomáš Král                                                                               | Tomáš Král                                                                               | Brankáři            | Maksim Zhukov | Rozhodčí: Tomáš Zubzanda Jakub Šindel Čároví: Milan Jindra Petr Kotlík |
| 31:17 Lukáš Válek (Patrik Miškář, Jan Holý 44:18 Lukáš Stehlík (Jakub Konečný, Jan Holý) | 31:17 Lukáš Válek (Patrik Miškář, Jan Holý 44:18 Lukáš Stehlík (Jakub Konečný, Jan Holý) | 0:1 1:1 2:1 2:2 2:3 | 15:51 Matěj Pekr (Filip Dundáček, Tomáš Čachotský) 58:06 Tomáš Harkabus (Tomáš Jiránek, Matěj Zadražil) 88:30 Jan Strejček (Jakub Illéš, Tomáš Jiránek) | Rozhodčí: Tomáš Zubzanda Jakub Šindel Čároví: Milan Jindra Petr Kotlík |
| 22 min                                                                                   | 22 min                                                                                   | Tresty              | 26 min | Rozhodčí: Tomáš Zubzanda Jakub Šindel Čároví: Milan Jindra Petr Kotlík |
| 48                                                                                       | 48                                                                                       | Střely              | 43 | Rozhodčí: Tomáš Zubzanda Jakub Šindel Čároví: Milan Jindra Petr Kotlík |

| 30. března 2021 17:00 | HC Dukla Jihlava | 3:1 (1:0, 1:1, 1:0) | HC Stadion Litoměřice | CZ LOKO Aréna, Jihlava Návštěvnost: Bez diváků |  |

| Zpráva | |                 |                                                  |                                                                              |
| Maksim Zhukov | Maksim Zhukov | Brankáři        | Tomáš Král                                       | Rozhodčí: Vladimír Pešina Daniel Pražák Čároví: Martin Kreuzer David Polonyi |
| 13:25 Tomáš Havránek (Peter Lichanec, Lukáš Mareš) 29:52 Josef Skořepa (Tomáš Čachotský 50:15 Tomáš Havránek (Josef Skořepa, Filip Eliáš) | 13:25 Tomáš Havránek (Peter Lichanec, Lukáš Mareš) 29:52 Josef Skořepa (Tomáš Čachotský 50:15 Tomáš Havránek (Josef Skořepa, Filip Eliáš) | 1:0 1:1 2:1 3:1 | 28:27 Patrik Miškář (Jan Holý, Martin Procházka) | Rozhodčí: Vladimír Pešina Daniel Pražák Čároví: Martin Kreuzer David Polonyi |
| 8 min | 8 min | Tresty          | 4 min                                            | Rozhodčí: Vladimír Pešina Daniel Pražák Čároví: Martin Kreuzer David Polonyi |
| 34 | 34 | Střely          | 20                                               | Rozhodčí: Vladimír Pešina Daniel Pražák Čároví: Martin Kreuzer David Polonyi |

Konečný stav série 4:3 na zápasy pro HC Dukla Jihlava.

#### Přerov (3.) - Poruba (6.)
| 19. března 2021 17:00 | HC Zubr Přerov | 2:3 PP (1:0, 1:1, 0:1 - 0:1) | HC RT TORAX Poruba 2011 | Meo Aréna, Přerov Návštěvnost: Bez diváků |  |

| Zpráva                                                                              |                                                                                     |                     | |                                                                     |
| Michael Petrásek                                                                    | Michael Petrásek                                                                    | Brankáři            | Ervins Mustukovs | Rozhodčí: Lukáš Bejček Michal Dědek Čároví: Václav Beneš Jiří Novák |
| 15:48 Darek Hejcman (Jakub Svoboda, Mikuláš Zbořil) 35:10 Jan Süss (Mikuláš Zbořil) | 15:48 Darek Hejcman (Jakub Svoboda, Mikuláš Zbořil) 35:10 Jan Süss (Mikuláš Zbořil) | 1:0 1:1 2:1 2:2 2:3 | 24:45 Petr Stloukal (Tomáš Jáchym, Markus Korkiakoski) 58:36 Dušan Žovinec (Michal Hotěk, Jakub Teper) 72:04 Tomáš Jáchym (Patrik Urbanec, Tomáš Voráček) | Rozhodčí: Lukáš Bejček Michal Dědek Čároví: Václav Beneš Jiří Novák |
| 10 min                                                                              | 10 min                                                                              | Tresty              | 37 min | Rozhodčí: Lukáš Bejček Michal Dědek Čároví: Václav Beneš Jiří Novák |
| 41                                                                                  | 41                                                                                  | Střely              | 35 | Rozhodčí: Lukáš Bejček Michal Dědek Čároví: Václav Beneš Jiří Novák |

| 20. března 2021 17:00 | HC Zubr Přerov | 2:5 (0:2, 2:1, 0:2) | HC RT TORAX Poruba 2011 | Meo Aréna, Přerov Návštěvnost: Bez diváků |  |

| Zpráva                                                                    |                                                                           |                             | |                                                                           |
| Michael Petrásek                                                          | Michael Petrásek                                                          | Brankáři                    | Frederik Foltán | Rozhodčí: Tomáš Cabák Jakub Koziol Čároví: Milan Gančarčík Václav Hanzlík |
| 31:16 Radek Číp (Rok Macuh, Lukáš Forman) 34:17 Mikuláš Zbořil (Jan Süss) | 31:16 Radek Číp (Rok Macuh, Lukáš Forman) 34:17 Mikuláš Zbořil (Jan Süss) | 0:1 0:2 0:3 1:3 2:3 2:4 2:5 | 7:05 Tomáš Jáchym (Lukáš Kozák, Marek Špaček) 13:40 Markus Korkiakoski (Tomáš Jáchym, Radek Pořízek) 21:57 Dušan Žovinec (Bez asistence) 50:12 Dušan Žovinec (Jan Hudeček, Petr Kanko) 59:25 Jan Hudeček (Radim Toman, Lukáš Endál) | Rozhodčí: Tomáš Cabák Jakub Koziol Čároví: Milan Gančarčík Václav Hanzlík |
| 8 min                                                                     | 8 min                                                                     | Tresty                      | 14 min | Rozhodčí: Tomáš Cabák Jakub Koziol Čároví: Milan Gančarčík Václav Hanzlík |
| 37                                                                        | 37                                                                        | Střely                      | 26 | Rozhodčí: Tomáš Cabák Jakub Koziol Čároví: Milan Gančarčík Václav Hanzlík |

| 23. března 2021 17:30 | HC RT TORAX Poruba 2011 | 3:2 SN (0:0, 1:1, 1:1 - 0:0 - 1:0) | HC Zubr Přerov | RT TORAX ARENA, Poruba Návštěvnost: Bez diváků |  |

| Zpráva | |                     |                                                                                        |                                                                          |
| Frederik Foltán | Frederik Foltán | Brankáři            | Michal Postava                                                                         | Rozhodčí: Michal Dědek Josef Barek Čároví: Přemysl Bartek Michael Hranoš |
| 26:57 Petr Kanko (Jan Hudeček, Dušan Žovinec) 46:18 Dušan Žovinec (Markus Korkiakoski, Petr Stloukal) 80:00 Markus Korkiakoski (Rozhodující nájezd) | 26:57 Petr Kanko (Jan Hudeček, Dušan Žovinec) 46:18 Dušan Žovinec (Markus Korkiakoski, Petr Stloukal) 80:00 Markus Korkiakoski (Rozhodující nájezd) | 1:0 1:1 1:2 2:2 3:2 | 28:29 Jan Štefka (Jan Dluhoš, Jiří Goiš) 45:33 Jan Süss (Tomáš Doležal, Darek Hejcman) | Rozhodčí: Michal Dědek Josef Barek Čároví: Přemysl Bartek Michael Hranoš |
| 8 min | 8 min | Tresty              | 6 min                                                                                  | Rozhodčí: Michal Dědek Josef Barek Čároví: Přemysl Bartek Michael Hranoš |
| 37 | 37 | Střely              | 35                                                                                     | Rozhodčí: Michal Dědek Josef Barek Čároví: Přemysl Bartek Michael Hranoš |

| 24. března 2021 17:30 | HC RT TORAX Poruba 2011 | 2:1 (0:0, 1:1, 1:0) | HC Zubr Přerov | RT TORAX ARENA, Poruba Návštěvnost: Bez diváků |  |

| Zpráva | |             |                                                        |                                                                      |
| Frederik Foltán                                                                                              | Frederik Foltán                                                                                              | Brankáři    | Michal Postava                                         | Rozhodčí: Jan Doležal Jiří Ondráček Čároví: Roman Zídek Ondřej Polák |
| 38:16 Šimon Szathmáry (Lukáš Kozák, Markus Korkiakoski) 49:18 Marek Špaček (Markus Korkiakoski, Lukáš Kozák) | 38:16 Šimon Szathmáry (Lukáš Kozák, Markus Korkiakoski) 49:18 Marek Špaček (Markus Korkiakoski, Lukáš Kozák) | 0:1 1:1 2:1 | 35:26 Vlastimil Dostálek (Tomáš Doležal, Jiří Suhrada) | Rozhodčí: Jan Doležal Jiří Ondráček Čároví: Roman Zídek Ondřej Polák |
| 10 min | 10 min | Tresty      | 24 min                                                 | Rozhodčí: Jan Doležal Jiří Ondráček Čároví: Roman Zídek Ondřej Polák |
| 33 | 33 | Střely      | 35                                                     | Rozhodčí: Jan Doležal Jiří Ondráček Čároví: Roman Zídek Ondřej Polák |

Konečný stav série 4:0 na zápasy pro HC RT TORAX Poruba 2011.

#### Vrchlabí (4.) - Vsetín (5.)
| 19. března 2021 17:30 | HC Stadion Vrchlabí | 4:3 PP (2:0, 1:3, 0:0 - 1:0) | VHK ROBE Vsetín | Zimní stadion Vrchlabí, Vrchlabí Návštěvnost: Bez diváků |  |

| Zpráva | |                             | |                                                                              |
| Jakub Soukup | Jakub Soukup | Brankáři                    | David Gába | Rozhodčí: Daniel Jechoutek Lukáš Květoň Čároví: Martin Kreuzer David Polonyi |
| 5:58 Pavel Mrňa (Ján Niko, Jiří Hozák) 19:27 Michal Machač (Jan Oliva, Ondřej Matýs) 37:02 Pavel Mrňa (David Kajínek) 65:22 Patrik Urban (Tomáš Nouza, Martin Heřman) | 5:58 Pavel Mrňa (Ján Niko, Jiří Hozák) 19:27 Michal Machač (Jan Oliva, Ondřej Matýs) 37:02 Pavel Mrňa (David Kajínek) 65:22 Patrik Urban (Tomáš Nouza, Martin Heřman) | 1:0 2:0 2:1 2:2 3:2 3:3 4:3 | 22:11 Roman Půček (Radim Kucharczyk, Lubomír Štach) 23:32 David Březina (Sebastian Gorčík, Antonín Pechanec) 38:13 Jan Berger (Lubomír Štach, Filip Přikryl) | Rozhodčí: Daniel Jechoutek Lukáš Květoň Čároví: Martin Kreuzer David Polonyi |
| 22 min | 22 min | Tresty                      | 14 min | Rozhodčí: Daniel Jechoutek Lukáš Květoň Čároví: Martin Kreuzer David Polonyi |
| 33 | 33 | Střely                      | 26 | Rozhodčí: Daniel Jechoutek Lukáš Květoň Čároví: Martin Kreuzer David Polonyi |

| 20. března 2021 17:30 | HC Stadion Vrchlabí | 0:2 (0:1, 0:0, 0:1) | VHK ROBE Vsetín | Zimní stadion Vrchlabí, Vrchlabí Návštěvnost: Bez diváků |  |

| Zpráva       |              |          |                                                                            |                                                                        |
| Jakub Soukup | Jakub Soukup | Brankáři | Jakub Málek                                                                | Rozhodčí: Jan Doležal Jiří Ondráček Čároví: Petr Maštalíř Ondřej Polák |
|              |              | 0:1 0:2  | 2:59 Adam Zeman (Roman Vlach, Jan Berger) 41:54 Adam Zeman (Tomáš Kudělka) | Rozhodčí: Jan Doležal Jiří Ondráček Čároví: Petr Maštalíř Ondřej Polák |
| 63 min       | 63 min       | Tresty   | 26 min                                                                     | Rozhodčí: Jan Doležal Jiří Ondráček Čároví: Petr Maštalíř Ondřej Polák |
| 21           | 21           | Střely   | 44                                                                         | Rozhodčí: Jan Doležal Jiří Ondráček Čároví: Petr Maštalíř Ondřej Polák |

| 23. března 2021 17:30 | VHK ROBE Vsetín | 5:2 (0:2, 3:0, 2:0) | HC Stadion Vrchlabí | Na Lapači, Vsetín Návštěvnost: Bez diváků |  |

| Zpráva                                                                        |                                                                               |                             | |                                                                  |
| Jakub Málek                                                                   | Jakub Málek                                                                   | Brankáři                    | Jakub Soukup | Rozhodčí: Jan Jaroš Tomáš Micka Čároví: Jiří Flegl Roman Komínek |
| 11:06 Patrik Urban (Ján Niko) 14:13 Filip Koffer (Tomáš Zeman, David Chalupa) | 11:06 Patrik Urban (Ján Niko) 14:13 Filip Koffer (Tomáš Zeman, David Chalupa) | 0:1 0:2 1:2 2:2 3:2 4:2 5:2 | 29:51 Daniel Klímek (Radim Kucharczyk, Roman Půček) 30:45 Jakub Babka (Ondřej Smetana, Tomáš Ondračka) 37:44 Adam Zeman (Roman Vlach, Antonín Pechanec) 50:29 Daniel Klímek (Ondřej Smetana, Roman Půček) 58:31 Jan Berger (Lubomír Štach) | Rozhodčí: Jan Jaroš Tomáš Micka Čároví: Jiří Flegl Roman Komínek |
| 8 min                                                                         | 8 min                                                                         | Tresty                      | 12 min | Rozhodčí: Jan Jaroš Tomáš Micka Čároví: Jiří Flegl Roman Komínek |
| 55                                                                            | 55                                                                            | Střely                      | 22 | Rozhodčí: Jan Jaroš Tomáš Micka Čároví: Jiří Flegl Roman Komínek |

| 24. března 2021 17:30 | VHK ROBE Vsetín | 3:1 (0:0, 1:1, 2:0) | HC Stadion Vrchlabí | Na Lapači, Vsetín Návštěvnost: Bez diváků |  |

| Zpráva | |                 |                                                   |                                                                    |
| Jakub Málek | Jakub Málek | Brankáři        | Jakub Soukup                                      | Rozhodčí: Robert Čech Lukáš Bejček Čároví: Jiří Novák David Otáhal |
| 36:00 Daniel Klímek (Radim Kucharczyk, Roman Půček) 54:11 Radim Kucharczyk (Roman Půček, Lubomír Štach) 59:58 Jan Berger (Lubomír Štach) | 36:00 Daniel Klímek (Radim Kucharczyk, Roman Půček) 54:11 Radim Kucharczyk (Roman Půček, Lubomír Štach) 59:58 Jan Berger (Lubomír Štach) | 1:0 1:1 2:1 3:1 | 36:33 Filip Koffer (Tomáš Jelínek, Tomáš Linhart) | Rozhodčí: Robert Čech Lukáš Bejček Čároví: Jiří Novák David Otáhal |
| 8 min | 8 min | Tresty          | 6 min                                             | Rozhodčí: Robert Čech Lukáš Bejček Čároví: Jiří Novák David Otáhal |
| 32 | 32 | Střely          | 26                                                | Rozhodčí: Robert Čech Lukáš Bejček Čároví: Jiří Novák David Otáhal |

| 26. března 2021 17:30 | HC Stadion Vrchlabí | 6:2 (2:1, 2:1, 2:0) | VHK ROBE Vsetín | Zimní stadion Vrchlabí, Vrchlabí Návštěvnost: Bez diváků |  |

| Zpráva | |                                 |                                                                                            |                                                                   |
| Jakub Soukup | Jakub Soukup | Brankáři                        | Jakub Málek                                                                                | Rozhodčí: Štěpán Souček Jan Hucl Čároví: Jiří Flegl Petr Maštalíř |
| 5:30 Tomáš Zeman (Filip Koffer, Michal Hrádek) 10:57 Ondřej Chrtek (Tomáš Kynčl, Tomáš Zeman) 25:26 Pavel Mrňa (Patrik Urban) 34:38 Ján Niko (Patrik Urban, Pavel Mrňa) 56:02 David Chalupa (Bez asistence) 56:32 Martin Heřman (Filip Koffer) | 5:30 Tomáš Zeman (Filip Koffer, Michal Hrádek) 10:57 Ondřej Chrtek (Tomáš Kynčl, Tomáš Zeman) 25:26 Pavel Mrňa (Patrik Urban) 34:38 Ján Niko (Patrik Urban, Pavel Mrňa) 56:02 David Chalupa (Bez asistence) 56:32 Martin Heřman (Filip Koffer) | 1:0 2:0 2:1 2:2 3:2 4:2 5:2 6:2 | 14:47 Daniel Klímek (Lubomír Štach, Sebastian Gorčík) 23:47 Ondřej Smetana (Bez asistence) | Rozhodčí: Štěpán Souček Jan Hucl Čároví: Jiří Flegl Petr Maštalíř |
| 14 min | 14 min | Tresty                          | 16 min                                                                                     | Rozhodčí: Štěpán Souček Jan Hucl Čároví: Jiří Flegl Petr Maštalíř |
| 33 | 33 | Střely                          | 36                                                                                         | Rozhodčí: Štěpán Souček Jan Hucl Čároví: Jiří Flegl Petr Maštalíř |

| 28. března 2021 17:00 | VHK ROBE Vsetín | 3:2 PP (2:1, 0:1, 0:0 - 1:0) | HC Stadion Vrchlabí | Na Lapači, Vsetín Návštěvnost: Bez diváků |  |

| Zpráva | |                     |                                                                           |                                                                |
| David Gába | David Gába | Brankáři            | Jakub Soukup                                                              | Rozhodčí: Robin Šír Adam Kika Čároví: Roman Zídek Ondřej Polák |
| 1:20 Roman Půček (Jan Bartko, Roman Vlach) 17:02 Roman Vlach (Bez asistence) 90:15 Daniel Klímek (Šimon Jenáček, Radim Kucharczyk) | 1:20 Roman Půček (Jan Bartko, Roman Vlach) 17:02 Roman Vlach (Bez asistence) 90:15 Daniel Klímek (Šimon Jenáček, Radim Kucharczyk) | 1:0 1:1 2:1 2:2 3:2 | 4:16 Michal Hrádek (Jiří Hozák) 33:22 Pavel Mrňa (Patrik Urban, Ján Niko) | Rozhodčí: Robin Šír Adam Kika Čároví: Roman Zídek Ondřej Polák |
| 14 min | 14 min | Tresty              | 10 min                                                                    | Rozhodčí: Robin Šír Adam Kika Čároví: Roman Zídek Ondřej Polák |
| 62 | 62 | Střely              | 30                                                                        | Rozhodčí: Robin Šír Adam Kika Čároví: Roman Zídek Ondřej Polák |

Konečný stav série 4:2 na zápasy pro VHK ROBE Vsetín.

### Semifinále

#### Jihlava (2.) - Vsetín (5.)
| 2. dubna 2021 17:30 | HC Dukla Jihlava | 4:3 SN (1:1, 0:1, 2:1 - 0:0 - 2:1) | VHK ROBE Vsetín | CZ LOKO Aréna, Jihlava Návštěvnost: Bez diváků |  |

| Zpráva | |                             | |                                                                        |
| Maksim Zhukov | Maksim Zhukov | Brankáři                    | David Gába | Rozhodčí: Josef Barek Luděk Pilný Čároví: Petr Maštalíř Ondřej Bohuněk |
| 05:52 Jakub Illéš (Jiří Fronk, Tomáš Jiránek) 51:14 Tomáš Čachotský (Tomáš Havránek, Jan Strejček) 54:00 Matěj Pekr (Peter Lichanec, Miroslav Juda) 80:00 Tomáš Havránek (rozhodující nájezd) | 05:52 Jakub Illéš (Jiří Fronk, Tomáš Jiránek) 51:14 Tomáš Čachotský (Tomáš Havránek, Jan Strejček) 54:00 Matěj Pekr (Peter Lichanec, Miroslav Juda) 80:00 Tomáš Havránek (rozhodující nájezd) | 1:0 1:1 1:2 1:3 2:3 3:3 4:3 | 18:47 Sebastian Gorčík (David Březina) 32:01 David Březina (Antonín Pechanec, Sebastian Gorčík) 45:45 Roman Vlach (Jan Bartko, Adam Zeman) | Rozhodčí: Josef Barek Luděk Pilný Čároví: Petr Maštalíř Ondřej Bohuněk |
| 55 min | 55 min | Tresty                      | 16 min | Rozhodčí: Josef Barek Luděk Pilný Čároví: Petr Maštalíř Ondřej Bohuněk |
| 34 | 34 | Střely                      | 39 | Rozhodčí: Josef Barek Luděk Pilný Čároví: Petr Maštalíř Ondřej Bohuněk |

| 3. dubna 2021 17:30 | HC Dukla Jihlava | 3:1 (1:1, 1:0, 1:0) | VHK ROBE Vsetín | CZ LOKO Aréna, Jihlava Návštěvnost: Bez diváků |  |

| Zpráva | |                 |                                               |                                                                           |
| Maksim Zhukov | Maksim Zhukov | Brankáři        | Jakub Málek                                   | Rozhodčí: Tomáš Zubzanda Lukáš Bejček Čároví: Petr Kotlík Ondřej Kokrment |
| 02:23 Vítězslav Brož (Miroslav Juda) 31:54 Jiří Fronk (Filip Dundáček, Matěj Pekr) 58:56 Tomáš Čachotský (bez asistence) | 02:23 Vítězslav Brož (Miroslav Juda) 31:54 Jiří Fronk (Filip Dundáček, Matěj Pekr) 58:56 Tomáš Čachotský (bez asistence) | 1:0 1:1 2:1 3:1 | 16:53 Adam Zeman (Jan Bartko, Ondřej Smetana) | Rozhodčí: Tomáš Zubzanda Lukáš Bejček Čároví: Petr Kotlík Ondřej Kokrment |
| 10 min | 10 min | Tresty          | 8 min                                         | Rozhodčí: Tomáš Zubzanda Lukáš Bejček Čároví: Petr Kotlík Ondřej Kokrment |
| 25 | 25 | Střely          | 31                                            | Rozhodčí: Tomáš Zubzanda Lukáš Bejček Čároví: Petr Kotlík Ondřej Kokrment |

| 6. dubna 2021 17:30 | VHK ROBE Vsetín | 1:2 SN (0:0, 1:1, 0:0 - 0:0 - 0:1) | HC Dukla Jihlava | Na Lapači, Vsetín Návštěvnost: Bez diváků |  |

| Zpráva                               |                                      |             |                                                                              |                                                                        |
| Jakub Málek                          | Jakub Málek                          | Brankáři    | Maksim Zhukov                                                                | Rozhodčí: Robert Čech Tomáš Cabák Čároví: Václav Hanzlík Roman Komínek |
| 22:14 Roman Vlach (Radim Kucharczyk) | 22:14 Roman Vlach (Radim Kucharczyk) | 1:0 1:1 1:2 | 24:03 Jakub Illéš (Tomáš Harkabus) 80:00 Tomáš Havránek (rozhodující nájezd) | Rozhodčí: Robert Čech Tomáš Cabák Čároví: Václav Hanzlík Roman Komínek |
| 20 min                               | 20 min                               | Tresty      | 10 min                                                                       | Rozhodčí: Robert Čech Tomáš Cabák Čároví: Václav Hanzlík Roman Komínek |
| 35                                   | 35                                   | Střely      | 44                                                                           | Rozhodčí: Robert Čech Tomáš Cabák Čároví: Václav Hanzlík Roman Komínek |

| 7. dubna 2021 17:30 | VHK ROBE Vsetín | 1:4 (0:1, 1:1, 0:2) | HC Dukla Jihlava | Na Lapači, Vsetín Návštěvnost: Bez diváků |  |

| Zpráva                                         |                                                |                     | |                                                                                |
| Jakub Málek                                    | Jakub Málek                                    | Brankáři            | Maksim Zhukov | Rozhodčí: Miroslav Petružálek Lukáš Bejček Čároví: Roman Zídek Ondřej Kokrment |
| 22:51 Michal Hryciow (Roman Vlach, Adam Zeman) | 22:51 Michal Hryciow (Roman Vlach, Adam Zeman) | 0:1 1:1 1:2 1:3 1:4 | 13:17 Tomáš Harkabus (Jiří Fronk) 29:34 Daniel Kolář (Jakub Illéš, Tomáš Havránek) 51:34 Peter Lichanec (Tomáš Čachotský) 59:59 Tomáš Havránek (bez asistence) | Rozhodčí: Miroslav Petružálek Lukáš Bejček Čároví: Roman Zídek Ondřej Kokrment |
| 12 min                                         | 12 min                                         | Tresty              | 10 min | Rozhodčí: Miroslav Petružálek Lukáš Bejček Čároví: Roman Zídek Ondřej Kokrment |
| 27                                             | 27                                             | Střely              | 23 | Rozhodčí: Miroslav Petružálek Lukáš Bejček Čároví: Roman Zídek Ondřej Kokrment |

Konečný stav série 0:4 na zápasy pro HC Dukla Jihlava

#### Kladno (1.) - Poruba (6.)
| 2. dubna 2021 18:00 | Rytíři Kladno | 5:3 (0:1, 2:1, 3:1) | HC RT TORAX Poruba 2011 | ČEZ stadion Kladno, Kladno Návštěvnost: Bez diváků |  |

| Zpráva | |                                 | |                                                                    |
| Andrej Košarišťan | Andrej Košarišťan | Brankáři                        | Frederik Foltán | Rozhodčí: Robert Čech Jan Jaroš Čároví: David Otáhal Roman Komínek |
| 31:07 Ondřej Machala (Tomáš Plekanec) 36:24 Zachary Frye (bez asistence) 49:17 Matyáš Filip (Rostislav Marosz, Marek Račuk) 52:56 Marek Račuk (bez asistence) 57:55 Antonín Melka (bez asistence) | 31:07 Ondřej Machala (Tomáš Plekanec) 36:24 Zachary Frye (bez asistence) 49:17 Matyáš Filip (Rostislav Marosz, Marek Račuk) 52:56 Marek Račuk (bez asistence) 57:55 Antonín Melka (bez asistence) | 0:1 1:1 1:2 2:2 3:2 4:2 5:2 5:3 | 17:35 Jan Hudeček (Jakub Teper, Lukáš Kozák) 31:50 Markus Korkiakoski (Tomáš Jáchym, Petr Stloukal) 58:45 Radim Toman (Šimon Szathmáry) | Rozhodčí: Robert Čech Jan Jaroš Čároví: David Otáhal Roman Komínek |
| 31 min | 31 min | Tresty                          | 6 min | Rozhodčí: Robert Čech Jan Jaroš Čároví: David Otáhal Roman Komínek |
| 33 | 33 | Střely                          | 31 | Rozhodčí: Robert Čech Jan Jaroš Čároví: David Otáhal Roman Komínek |

| 3. dubna 2021 18:00 | Rytíři Kladno | 6:2 (1:1, 1:1, 4:0) | HC RT TORAX Poruba 2011 | ČEZ stadion Kladno, Kladno Návštěvnost: Bez diváků |  |

| Zpráva | |                                 |                                                                                       |                                                                               |
| Andrej Košarišťan | Andrej Košarišťan | Brankáři                        | Frederik Foltán                                                                       | Rozhodčí: Miroslav Petružálek Tomáš Micka Čároví: Petr Šimánek Stanislav Hnát |
| 16:12 Ondřej Machala (Zachary Frye, Tomáš Plekanec) 35:27 Ondřej Machala (Jaromír Jágr) 46:17 Antonín Melka (Rostislav Marosz, Matyáš Filip) 46:56 Adam Kubík (Ondřej Mikliš, Tomáš Pitule) 50:32 Antonín Melka (Marek Račuk, Tomáš Pitule) 54:28 Adam Kubík (bez asistence) | 16:12 Ondřej Machala (Zachary Frye, Tomáš Plekanec) 35:27 Ondřej Machala (Jaromír Jágr) 46:17 Antonín Melka (Rostislav Marosz, Matyáš Filip) 46:56 Adam Kubík (Ondřej Mikliš, Tomáš Pitule) 50:32 Antonín Melka (Marek Račuk, Tomáš Pitule) 54:28 Adam Kubík (bez asistence) | 0:1 1:1 1:2 2:2 3:2 4:2 5:2 6:2 | 14:28 Lukáš Endál (Adam Raška, Michal Hotěk) 23:29 Markus Korkiakoski (Petr Stloukal) | Rozhodčí: Miroslav Petružálek Tomáš Micka Čároví: Petr Šimánek Stanislav Hnát |
| 14 min | 14 min | Tresty                          | 8 min                                                                                 | Rozhodčí: Miroslav Petružálek Tomáš Micka Čároví: Petr Šimánek Stanislav Hnát |
| 33 | 33 | Střely                          | 41                                                                                    | Rozhodčí: Miroslav Petružálek Tomáš Micka Čároví: Petr Šimánek Stanislav Hnát |

| 6. dubna 2021 17:30 | HC RT TORAX Poruba 2011 | 1:4 (0:0, 1:2, 0:2) | Rytíři Kladno | RT TORAX ARENA, Ostrava Návštěvnost: Bez diváků |  |

| Zpráva                                        |                                               |                     | |                                                                      |
| Frederik Foltán                               | Frederik Foltán                               | Brankáři            | Andrej Košarišťan | Rozhodčí: Daniel Pražák Filip Vrba Čároví: Milan Jindra Ondřej Polák |
| 23:24 Marek Špaček (Jan Hudeček, Jakub Teper) | 23:24 Marek Špaček (Jan Hudeček, Jakub Teper) | 1:0 1:1 1:2 1:3 1:4 | 34:03 Nicolas Hlava (Antonín Melka, Stepan Zakharchuk) 39:42 Antonín Melka (Matyáš Filip, Nicolas Hlava) 52:09 Patrik Machač (Nicolas Hlava, Adam Kubík) 58:42 Tomáš Pitule (Ondřej Machala) | Rozhodčí: Daniel Pražák Filip Vrba Čároví: Milan Jindra Ondřej Polák |
| 12 min                                        | 12 min                                        | Tresty              | 24 min | Rozhodčí: Daniel Pražák Filip Vrba Čároví: Milan Jindra Ondřej Polák |
| 24                                            | 24                                            | Střely              | 29 | Rozhodčí: Daniel Pražák Filip Vrba Čároví: Milan Jindra Ondřej Polák |

| 7. dubna 2021 17:30 | HC RT TORAX Poruba 2011 | 3:4 PP (1:2, 0:0, 2:1 - 0:1) | Rytíři Kladno | RT TORAX ARENA, Ostrava Návštěvnost: Bez diváků |  |

| Zpráva | |                             | |                                                                            |
| Frederik Foltán | Frederik Foltán | Brankáři                    | Andrej Košarišťan | Rozhodčí: Štěpán Souček Jiří Ondráček Čároví: Martin Kreuzer David Polonyi |
| 3:53 Lukáš Kozák (Šimon Szathmáry) 40:09 Markus Korkiakoski (Tomáš Jáchym, Tomáš Voráček) 53:44 Radek Pořízek (Lukáš Kozák, Šimon Szathmáry) | 3:53 Lukáš Kozák (Šimon Szathmáry) 40:09 Markus Korkiakoski (Tomáš Jáchym, Tomáš Voráček) 53:44 Radek Pořízek (Lukáš Kozák, Šimon Szathmáry) | 1:0 1:1 1:2 2:2 2:3 3:3 3:4 | 7:27 Ondřej Machala (Jaromír Jágr, Luc James Snuggerud) 15:08 Marek Račuk (Matyáš Filip, Rostislav Marosz) 41:22 Tomáš Pitule (Stepan Zakharchuk) 65:59 Tomáš Plekanec (Jakub Suchánek, Patrik Machač) | Rozhodčí: Štěpán Souček Jiří Ondráček Čároví: Martin Kreuzer David Polonyi |
| 14 min | 14 min | Tresty                      | 4 min | Rozhodčí: Štěpán Souček Jiří Ondráček Čároví: Martin Kreuzer David Polonyi |
| 28 | 28 | Střely                      | 48 | Rozhodčí: Štěpán Souček Jiří Ondráček Čároví: Martin Kreuzer David Polonyi |

Konečný stav série 0:4 na zápasy pro Rytíři Kladno

### Finále

#### Kladno (1.) - Jihlava (2.)
| 17. dubna 2021 18:00 | Rytíři Kladno | 3:4 PP (0:1, 2:1, 1:1 - 0:1) | HC Dukla Jihlava | ČEZ stadion Kladno, Kladno Návštěvnost: Bez diváků |  |

| Zpráva | |                             | |                                                                                  |
| Andrej Košarišťan | Andrej Košarišťan | Brankáři                    | Maksim Zhukov | Rozhodčí: Miroslav Petružálek Daniel Pražák Čároví: Milan Jindra Ondřej Kokrment |
| 31:23 Marek Račuk (Antonín Melka, Rostislav Marosz) 33:22 Patrik Machač (Šimon Jelínek) 46:04 Tomáš Plekanec (Zachary Frye) | 31:23 Marek Račuk (Antonín Melka, Rostislav Marosz) 33:22 Patrik Machač (Šimon Jelínek) 46:04 Tomáš Plekanec (Zachary Frye) | 0:1 1:1 2:1 2:2 3:2 3:3 3:4 | 15:12 Vítězslav Brož (bez asistence) 36:44 Tomáš Havránek (Tomáš Čachotský, Jan Strejček) 49:07 Jan Strejček (Matěj Pekr, Tomáš Čachotský) 61:24 Peter Lichanec (Vlastimil Bilčík) | Rozhodčí: Miroslav Petružálek Daniel Pražák Čároví: Milan Jindra Ondřej Kokrment |
| 31 min | 31 min | Tresty                      | 10 min | Rozhodčí: Miroslav Petružálek Daniel Pražák Čároví: Milan Jindra Ondřej Kokrment |
| 49 | 49 | Střely                      | 25 | Rozhodčí: Miroslav Petružálek Daniel Pražák Čároví: Milan Jindra Ondřej Kokrment |

| 18. dubna 2021 18:00 | Rytíři Kladno | 1:4 (0:2, 1:1, 0:1) | HC Dukla Jihlava | ČEZ stadion Kladno, Kladno Návštěvnost: Bez diváků |  |

| Zpráva                           |                                  |                     | |                                                                            |
| Adam Brízgala                    | Adam Brízgala                    | Brankáři            | Maksim Zhukov | Rozhodčí: Tomáš Zubzanda Jakub Šindel Čároví: Petr Maštalíř Ondřej Bohuněk |
| 25:53 Šimon Jelínek (Adam Kubík) | 25:53 Šimon Jelínek (Adam Kubík) | 0:1 0:2 1:2 1:3 1:4 | 4:37 Daniel Bukač (Matěj Pekr) 18:34 Matěj Pekr (Tomáš Čachotský, Jan Strejček) 38:35 Tomáš Jiránek (Matěj Zadražil, Matěj Pekr) 49:46 Tomáš Havránek (Bez asistence) | Rozhodčí: Tomáš Zubzanda Jakub Šindel Čároví: Petr Maštalíř Ondřej Bohuněk |
| 14 min                           | 14 min                           | Tresty              | 14 min | Rozhodčí: Tomáš Zubzanda Jakub Šindel Čároví: Petr Maštalíř Ondřej Bohuněk |
| 58                               | 58                               | Střely              | 36 | Rozhodčí: Tomáš Zubzanda Jakub Šindel Čároví: Petr Maštalíř Ondřej Bohuněk |

| 21. dubna 2021 17:30 | HC Dukla Jihlava | 2:5 (1:2, 1:2, 0:1) | Rytíři Kladno | CZ LOKO Aréna, Jihlava Návštěvnost: Bez diváků |  |

| Zpráva                                                                                 |                                                                                        |                             | |                                                                           |
| Maksim Zhukov                                                                          | Maksim Zhukov                                                                          | Brankáři                    | Andrej Košarišťan | Rozhodčí: Vladimír Pešina Robert Čech Čároví: Robert Zídek Václav Hanzlík |
| 00:58 Peter Lichanec (Jan Strejček, Tomáš Čachotský) 28:03 Matěj Pekr (Matěj Zadražil) | 00:58 Peter Lichanec (Jan Strejček, Tomáš Čachotský) 28:03 Matěj Pekr (Matěj Zadražil) | 1:0 1:1 1:2 1:3 2:3 2:4 2:5 | 10:35 Antonín Melka (Ondřej Mikliš, Zachary Frye) 19:41 Ondřej Machala (Tomáš Plekanec) 27:34 Tomáš Plekanec (Luc James Snuggerud) 35:22 Rostislav Marosz (Tomáš Plekanec, Luc James Snuggerud) 50:06 Rostislav Marosz (Luc James Snuggerud) | Rozhodčí: Vladimír Pešina Robert Čech Čároví: Robert Zídek Václav Hanzlík |
| 22 min                                                                                 | 22 min                                                                                 | Tresty                      | 18 min | Rozhodčí: Vladimír Pešina Robert Čech Čároví: Robert Zídek Václav Hanzlík |
| 23                                                                                     | 23                                                                                     | Střely                      | 32 | Rozhodčí: Vladimír Pešina Robert Čech Čároví: Robert Zídek Václav Hanzlík |

| 22. dubna 2021 17:30 | HC Dukla Jihlava | 1:2 PP (0:0, 0:0, 1:1 - 0:1) | Rytíři Kladno | CZ LOKO Aréna, Jihlava Návštěvnost: Bez diváků |  |

| Zpráva                             |                                    |             |                                                                                           |                                                                                  |
| Maksim Zhukov                      | Maksim Zhukov                      | Brankáři    | Andrej Košarišťan                                                                         | Rozhodčí: Miroslav Petružálek Daniel Pražák Čároví: Martin Kreuzer David Polonyi |
| 59:44 Jiří Fronk (Tomáš Čachotský) | 59:44 Jiří Fronk (Tomáš Čachotský) | 0:1 1:1 1:2 | 44:32 Jaromír Jágr (Luc James Snuggerud, Tomáš Plekanec) 62:48 Adam Kubík (Ondřej Mikliš) | Rozhodčí: Miroslav Petružálek Daniel Pražák Čároví: Martin Kreuzer David Polonyi |
| 10 min                             | 10 min                             | Tresty      | 24 min                                                                                    | Rozhodčí: Miroslav Petružálek Daniel Pražák Čároví: Martin Kreuzer David Polonyi |
| 28                                 | 28                                 | Střely      | 28                                                                                        | Rozhodčí: Miroslav Petružálek Daniel Pražák Čároví: Martin Kreuzer David Polonyi |

| 25. dubna 2021 17:00 | Rytíři Kladno | 1:2 (0:0, 1:1, 1:2) | HC Dukla Jihlava | ČEZ stadion Kladno, Kladno Návštěvnost: Bez diváků |  |

| Zpráva                                        |                                               |             | |                                                                           |
| Andrej Košarišťan                             | Andrej Košarišťan                             | Brankáři    | Maksim Zhukov                                                                                        | Rozhodčí: Tomáš Zubzanda Štěpán Souček Čároví: Roman Zídek Ondřej Bohuněk |
| 30:48 Adam Kubík (Antonín Melka, Marek Račuk) | 30:48 Adam Kubík (Antonín Melka, Marek Račuk) | 1:0 1:1 1:2 | 33:50 Matěj Pekr (Tomáš Černý, Tomáš Čachotský) 53:56 Tomáš Jiránek (Tomáš Havránek, Peter Lichanec) | Rozhodčí: Tomáš Zubzanda Štěpán Souček Čároví: Roman Zídek Ondřej Bohuněk |
| 10 min                                        | 10 min                                        | Tresty      | 14 min                                                                                               | Rozhodčí: Tomáš Zubzanda Štěpán Souček Čároví: Roman Zídek Ondřej Bohuněk |
| 47                                            | 47                                            | Střely      | 24                                                                                                   | Rozhodčí: Tomáš Zubzanda Štěpán Souček Čároví: Roman Zídek Ondřej Bohuněk |

| 27. dubna 2021 17:30 | HC Dukla Jihlava | 1:3 (1:0, 0:2, 0:1) | Rytíři Kladno | CZ LOKO Aréna, Jihlava Návštěvnost: Bez diváků |  |

| Zpráva                         |                                |                 | |                                                                           |
| Maksim Zhukov                  | Maksim Zhukov                  | Brankáři        | Andrej Košarišťan                                                                                        | Rozhodčí: Vladimír Pešina Tomáš Zubzanda Čároví: Milan Jindra Roman Zídek |
| 16:09 Jiří Fronk (Jakub Illéš) | 16:09 Jiří Fronk (Jakub Illéš) | 1:0 1:1 1:2 1:3 | 30:45 Patrik Machač (Zachary Frye) 33:35 Jakub Suchánek (bez asistence) 57:07 Adam Kubík (Antonín Melka) | Rozhodčí: Vladimír Pešina Tomáš Zubzanda Čároví: Milan Jindra Roman Zídek |
| 18 min                         | 18 min                         | Tresty          | 22 min                                                                                                   | Rozhodčí: Vladimír Pešina Tomáš Zubzanda Čároví: Milan Jindra Roman Zídek |
| 27                             | 27                             | Střely          | 26 | Rozhodčí: Vladimír Pešina Tomáš Zubzanda Čároví: Milan Jindra Roman Zídek |

| 29. dubna 2021 17:00 | Rytíři Kladno | 5:2 (4:1, 0:1, 1:0) | HC Dukla Jihlava | ČEZ stadion Kladno, Kladno Návštěvnost: 250 |  |

| Zpráva | |                             | |                                                                         |
| Andrej Košarišťan | Andrej Košarišťan | Brankáři                    | Maksim Zhukov                                                                                         | Rozhodčí: Vladimír Pešina René Hradil Čároví: Marek Hlavatý Vít Lederer |
| 08:00 Nicolas Hlava (bez asistence) 08:24 Rostislav Marosz (Jaromír Jágr, Luc James Snuggerud) 11:48 Rostislav Marosz (Adam Kubík) 18:31 Marek Račuk (Stepan Zakharchuk, Nicolas Hlava) 59:14 Stepan Zakharchuk (Patrik Machač, Marek Račuk) | 08:00 Nicolas Hlava (bez asistence) 08:24 Rostislav Marosz (Jaromír Jágr, Luc James Snuggerud) 11:48 Rostislav Marosz (Adam Kubík) 18:31 Marek Račuk (Stepan Zakharchuk, Nicolas Hlava) 59:14 Stepan Zakharchuk (Patrik Machač, Marek Račuk) | 1:0 2:0 3:0 4:0 4:1 4:2 5:2 | 19:25 Jiří Fronk (Tomáš Harkabus, Jakub Illéš) 26:01 Peter Lichanec (Tomáš Čachotský, Tomáš Havránek) | Rozhodčí: Vladimír Pešina René Hradil Čároví: Marek Hlavatý Vít Lederer |
| 22 min | 22 min | Tresty                      | 18 min                                                                                                | Rozhodčí: Vladimír Pešina René Hradil Čároví: Marek Hlavatý Vít Lederer |
| 27 | 27 | Střely                      | 31 | Rozhodčí: Vladimír Pešina René Hradil Čároví: Marek Hlavatý Vít Lederer |

Konečný stav série 4:3 na zápasy pro tým Rytíři Kladno, který tak získal právo přímého postupu do dalšího ročníku extraligy.